# Западная культура

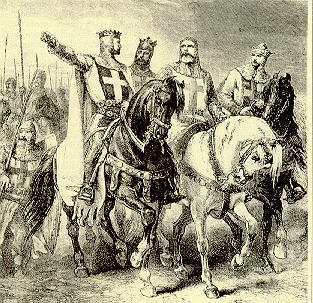
Западная культура на протяжении большей части своей истории была почти эквивалентна Христианская культура; значительную часть населения Западного полушария можно охарактеризовать как Культурные христиане. Понятия «Европа» и «Западный мир» были тесно связаны с понятиями «христианство и христианский мир», многие даже приписывают христианству синтез единой Европейская идентичность

Западная культура, иногда приравниваемая к западной цивилизации, западному миру, западному обществу и европейской цивилизации, является культурным наследием социальных норм, этических ценностей, традиционных обычаев, верований, политических систем, культурных артефактов и технологий, которые возникли в Европе или ассоциируются с Европой. Этот термин также применяется за пределами Европы к странам и культурам, история которых тесно связана с Европой в результате иммиграции, колонизации или политического влияния. Например, западная культура включает в себя страны Северной, Южной Америки и Австралазии, в которых большинство населения по языку и демографической принадлежности имеют европейское происхождение. Западная культура берёт начало в греко-римской культуре времён классической античности (см. Западный канон).
Древняя Греция и Древний Рим считаются родиной многих элементов западной культуры, в том числе демократической системы правления и значительных достижений в области философии, науки и математики. Экспансия греческой и римской культуры в эллинистический мир восточного Средиземноморья привела к взаимопроникновению греческой и ближневосточной культур, крупным достижениям в литературе, науке и инженерии, а также предоставила почву для распространения раннего христианства и греческого Нового Завета. В этот же период на европейскую культуру оказывал влияние Рим, что отразилось в основах европейского законодательства, органов власти, политических организаций. Концепция «Запада» восходит к Римской империи, где существовал культурный разрыв между греческим Востоком и Латинским Западом, позднее в средневековой Европе переродившийся в противоречия между католической латинской церковью на западе и «греческим» православным востоком.
Западная культура характеризуется множеством художественных, философских, литературных тем и правовых традиций. Христианство, включая Римско-католическую церковь, протестантизм, Восточную православную церковь и Древневосточные православные церкви, сыграло заметную роль в формировании западной цивилизации, начиная с IV века, как и иудаизм. До эпохи холодной войны традиционная английская точка зрения отождествляла западную цивилизацию с западно-христианскими (католически-протестантскими) странами и культурой. Краеугольным камнем западной мысли, начиная с древней Греции до эпохи Средневековья и Ренессанса, является идея рационализма в различных сферах жизни, обогащённая эллинистической философией, схоластикой и гуманизмом. Католическая церковь была на протяжении веков в центре развития ценностей, идей, науки, законов и институтов, которые составляют западную цивилизацию. Позже эмпиризм породил научный метод, научную революцию и эпоху Просвещения.
Западная культура продолжала развиваться в средние века вслед за христианизацией Европы и реформами Ренессанса XII и XIII веков под влиянием исламского мира, когда через Аль-Андалус и Сицилию с Востока пришли технологии и латинские переводы арабских научных и философских текстов. Во время итальянского Ренессанса греческие учёные, спасающиеся от падения Византийской империи, принесли в Европу классические традиции и философию. Средневековому христианству приписывают создание современного университета, современной медицинской системы, экономического анализа и естественного права (что впоследствии повлияет на создание международного права). Христианство сыграло роль в прекращении практики человеческих жертвоприношений, рабства, детоубийства и многожёнства, распространённой среди языческих обществ. В период XVI—XX веков последовательная глобализация европейских колониальных империй распространила европейский образ жизни и европейскую правовую систему во множестве стран. Европейская культура развивалась в среде сложной и разнообразной философии, средневековой схоластики, мистики, христианского и светского гуманизма.
Рациональное мышление, развивающееся в течение многих веков начиная с экспериментов эпохи Просвещения, привело к прорывам и достижениям в науке. Современные западные общества основываются на концепциях политического плюрализма, индивидуализма, выдающихся субкультур или контркультур (таких, как движение нью-эйдж), развитие культурного синкретизма, возникшего в результате глобализации и миграции населения.

## Терминология

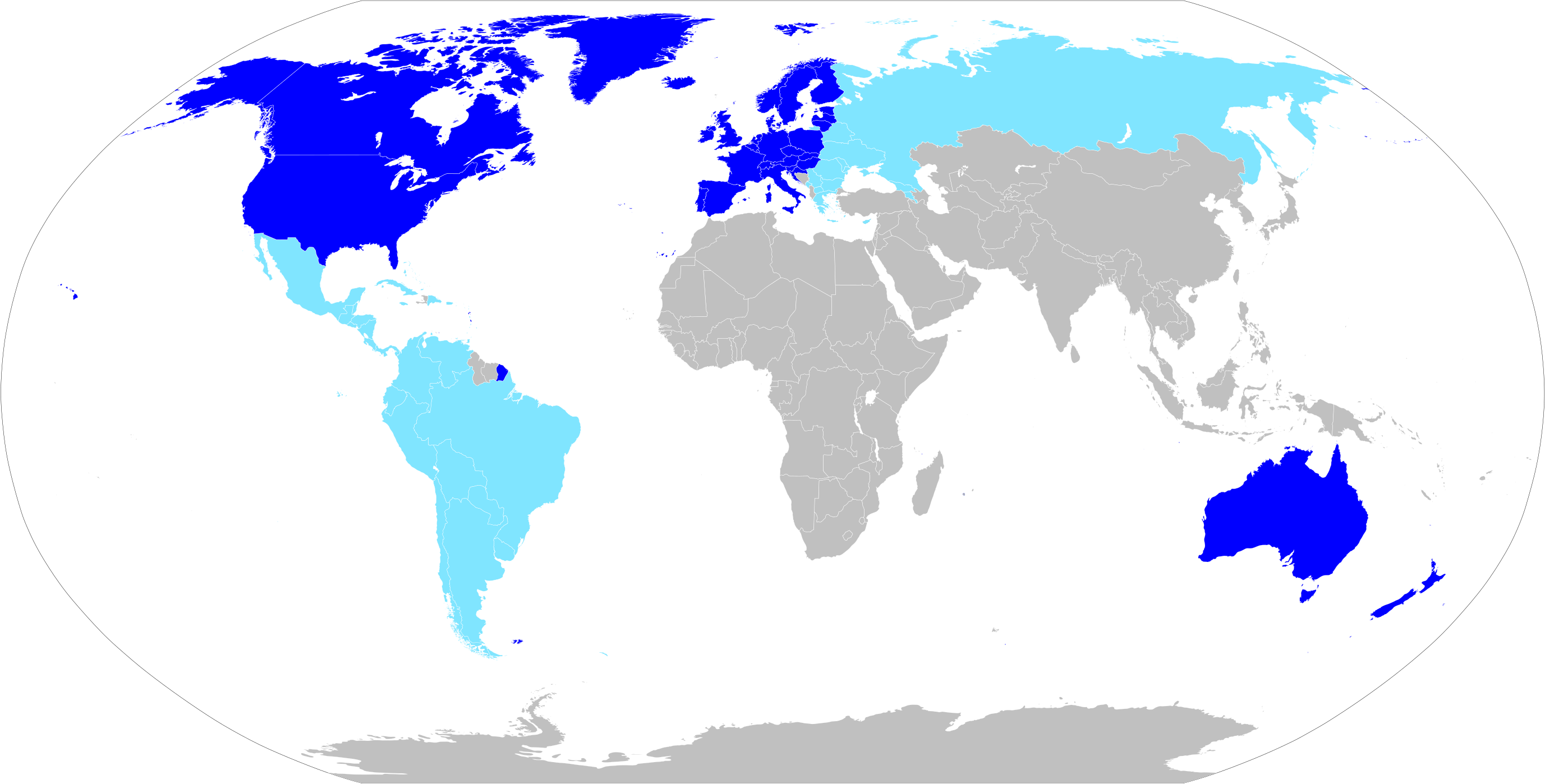
«Западный мир» по данным книги Самюэля Хантингтона «Столкновение цивилизаций» (1996). Бирюзовым цветом обозначены Латинская Америка и православные страны Восточной Европы, которые являются либо частью Западного мира, либо отдельными цивилизациями, тесно связанными с Западом

Понятие «Запад» сложно определить как конкретный географический район. Чаще всего для классификации страны как западного сообщества используется её идеология. Существуют некоторые разногласия по поводу того, какие страны следует или не следует включать в эту категорию и в какой период. Многие части Восточной Римской (Византийской) империи сегодня считаются западными, но в прошлом считались восточными. Тем не менее, в прошлом это была Восточная Римская империя, которая имела многие черты, которые в настоящее время рассматриваются как «западные» — здесь действовало римское право, которое впервые было кодифицировано Юстинианом на востоке. Традиции научных школ базировались на учениях Платона, Аристотеля и Евклида, которые появились в Италии во время Ренессанса благодаря греческим учёным, спасающимися от падения Константинополя. Таким образом, культура, отождествляемая с Востоком или с Западом, перемешивается во времени и пространстве (от древнего мира до современного). Географически «Запад» сегодня включает Европу (особенно государства, которые вместе образуют Европейский Союз) вместе со внеевропейскими территориями, принадлежащими к англоязычному миру, Испанидад, лузофоны и франкофоны. Поскольку такой контекст сильно предвзят, сейчас нет единого определения, что такое «Запад».
Дихотомия «Восток — Запад» — понятие в социологии и культурологии, используемое для описания различий между восточной и западной цивилизацией. Данная дихотомия является не географической, а культурной, границы Запада и Востока не являются чёткими и складываются в представлении каждого народа индивидуально. Исторически мусульманские и азиатские народы относят к Востоку, в то время как Западную Европу, США и некоторые другие регионы — к Западу. Контраст между Востоком и Западом иногда подвергается критике как релятивистский и произвольный. Глобализм настолько широко распространил западные идеи, что почти все современные культуры испытывают влияние различных аспектов западной культуры. Стереотипные взгляды на «Запад» были названы оксидентализмом, а стереотипные взгляды прошлого века на «Восток» — ориентализмом.
Когда европейцы открыли для себя другие страны, старые концепции изменились. Район, который раньше назывался Востоком, стал Ближним Востоком, поскольку в XIX веке интересы европейских держав распространились на Японию периода Мэйдзи и Империю Цин. В английском лексиконе с 1902 года укрепилось деление Востока на три части: Ближний Восток (англ. Near East) с центром в Турции, Средний Восток (англ. Middle East) с центром в Индии, и Дальний Восток (англ. Far East) с центром в Китае. Британский археолог Дэвид Хогарт в своей книге «Ближний Восток», опубликованной в 1902 году, включал в ближневосточный регион Албанию, Черногорию, южную Сербию и Болгарию, Грецию, Египет, всю Османскую империю, весь Аравийский полуостров и западные районы Ирана. Средний Восток в середине XIX-го века включал территорию к востоку от Османской империи, а в английском языке в XX веке этот термин стал широко использоваться в качестве замены термину «Ближний Восток». В настоящее время во многих языках в качестве синонима Ближнему Востоку используются термины «Большой Иран» и «Большая Индия».

## История

Блок-схема, включённая Хантингтоном в работу «Столкновение цивилизаций», описывающую историческую эволюцию цивилизаций восточного полушария. По материалам книги Кэрролла Куигли «Эволюция цивилизаций: введение в исторический анализ»

Самыми ранними цивилизациями, повлиявшими на развитие западной культуры, были Месопотамия (район речной системы Тигра и Евфрата, в значительной степени соответствующий современному Ираку), северо-восточная Сирия, юго-восточная Турция и юго-западный Иран. В совокупности их называют «колыбель цивилизации». Древний Египет также оказал сильное влияние на западную культуру.
Греки противопоставляли себя своим соседям, которых они называли варварами. Концепция понятия «Запад» возникла в 395 году, когда Римская империя разделилась на Западную и Восточную. Позднее идеи Запада формировались на основе понятий латинского христианского мира и Священной Римской империи. То, что сегодня считается западной философией, развивалось в основном под влиянием греко-римской и германской идеологий и включает в себя идеалы средневековья, эпохи Возрождения и Просвещения, а также христианскую культуру.
Французский историк Пьер Весперини считает, что истоки европейской (западной) цивилизации лежат не в греко-римской Античности, а в разделение Римской империи на Восточную и Западную и в последующей христианизации Европы.

### Античный Запад

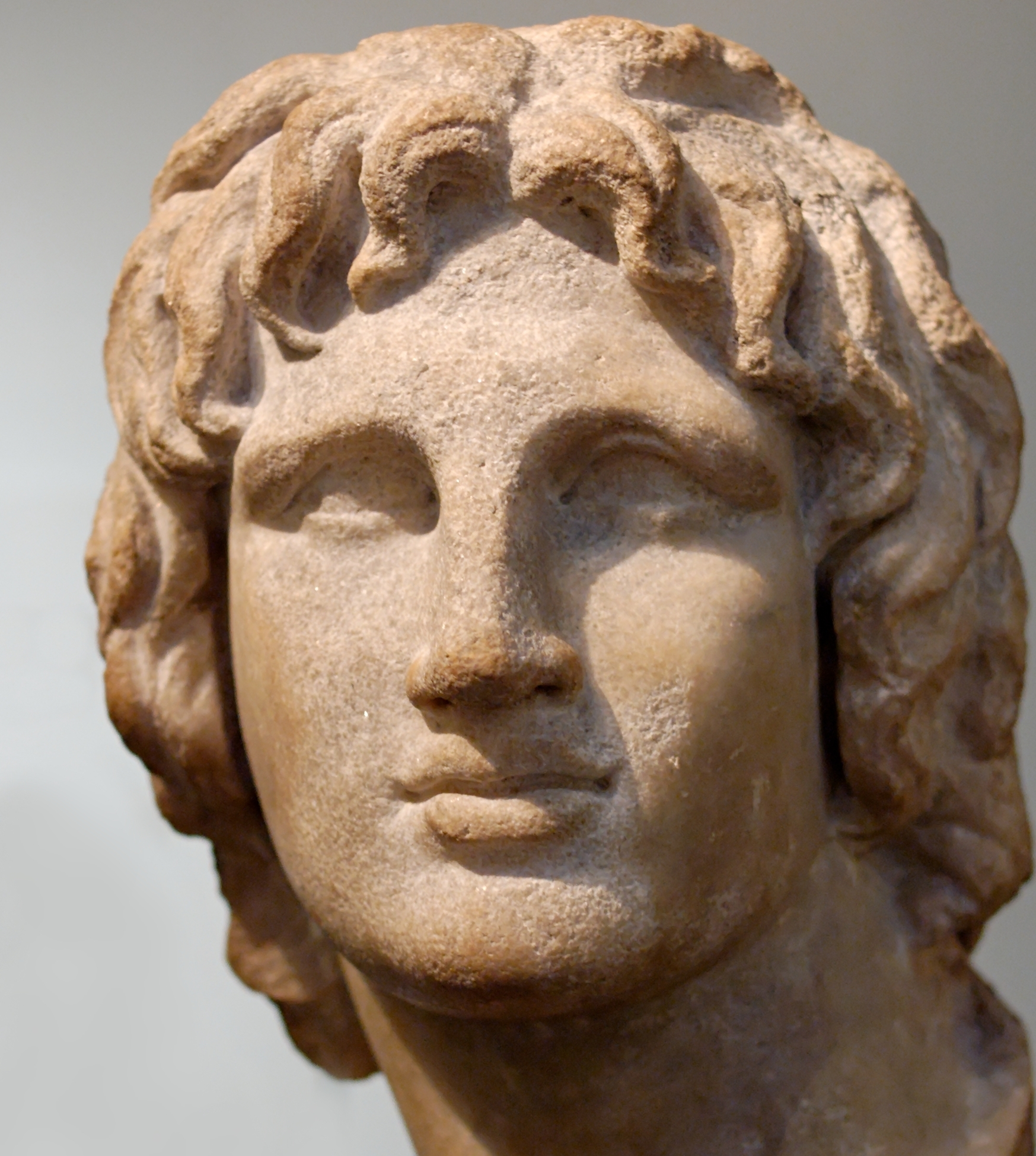
Александр Македонский

Несмотря на то, что концепция «Запада» появилась после разделения Римской империи, её становление можно проследить от Древней Греции — начиная с произведений Гомера о Троянской войне, рассказов Геродота о греко-персидских войнах, вплоть до времён Александра Македонского. Ещё в античности существовала парадигма контраста между греками и другими цивилизациями. Греки чувствовали себя наиболее цивилизованными и видели себя (в формулировке Аристотеля) как нечто среднее между развитыми цивилизациями Ближнего Востока, которых они считали мягкими и раболепными, и дикими западными варварами на большей части Европы.
Завоевания Александра Македонского привели к возникновению эллинистической цивилизации, представляющей собой синтез греческой и ближневосточной культур в регионе Восточного Средиземноморья. Ближневосточные цивилизации Древнего Египта и Леванта, которые попали под греческое влияние, также стали частью эллинистического мира. Самым важным эллинистическим центром обучения был эллинистический Египет, который привлекал греческих, египетских, еврейских, персидских, финикийских и даже индийских учёных. Эллинистическая наука, философия, архитектура, литература и искусство Римской империи впоследствии стали основой системы ценностей, распространившейся в Европу и Средиземноморье, в том числе в те регионы, которые эллинистический мир завоевал в I веке до нашей эры.
После римского завоевания эллинистического мира возникла концепция «Запада», поскольку между греческим Востоком и латинским Западом возник культурный разрыв. Латиноязычная Западная Римская империя включала в себя Западную Европу и Северо-Западную Африку, в то время как грекоязычная Восточная Римская империя (позже Византийская империя) состояла из Балкан, Малой Азии, Египта и Леванта. «Греческий» Восток был в целом более богатым и более развитым, чем «латинский» Запад. За исключением Италии, самые богатые провинции Римской империи находились на Востоке, в частности римский Египет, который был самой богатой римской провинцией за пределами Италии. Тем не менее, кельты на Западе имели развитую литературу (поэт Цецилий Стаций) и большой объём научных знаний (кельтский календарь).

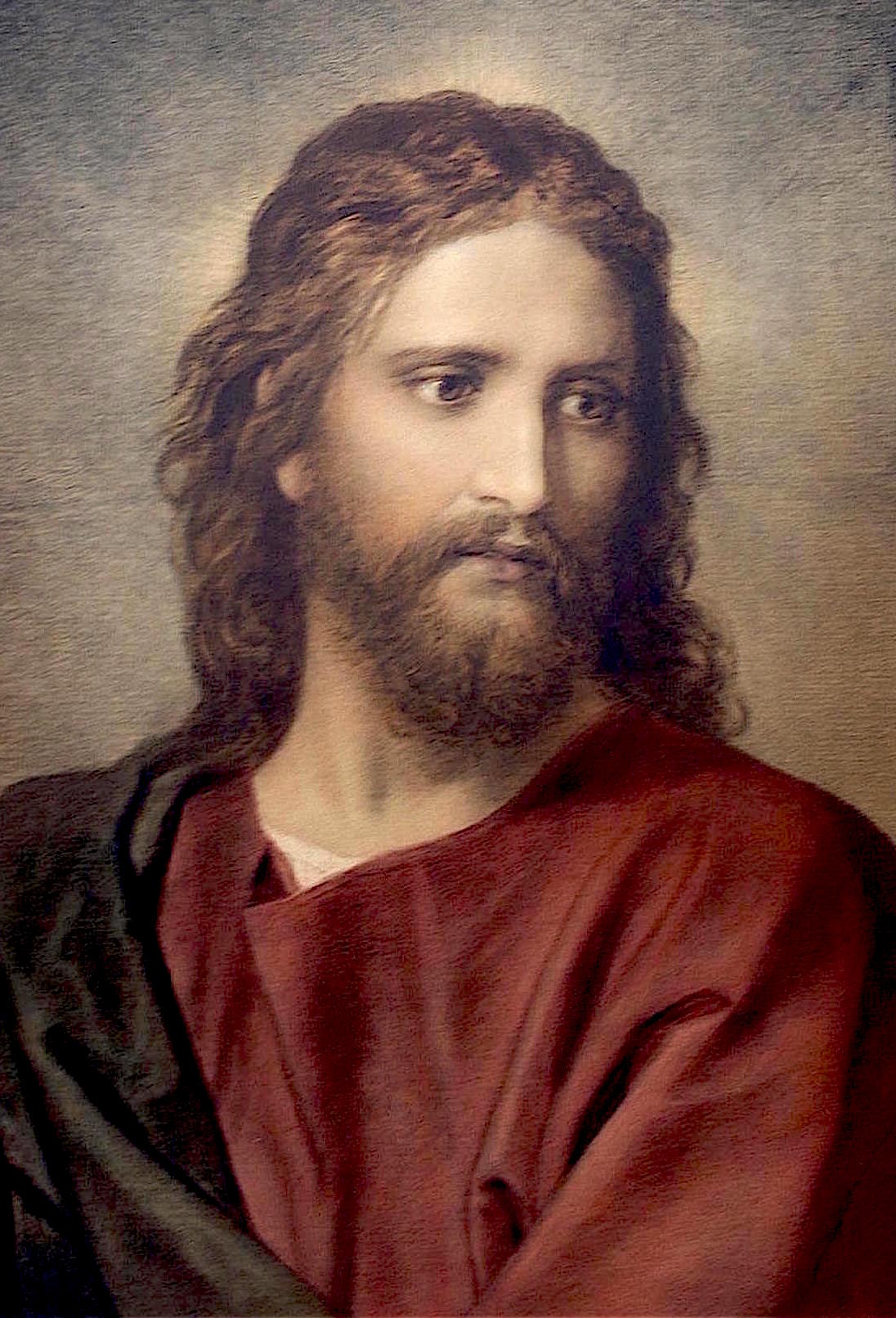
Иисус из Назарета, центральная фигура христианства

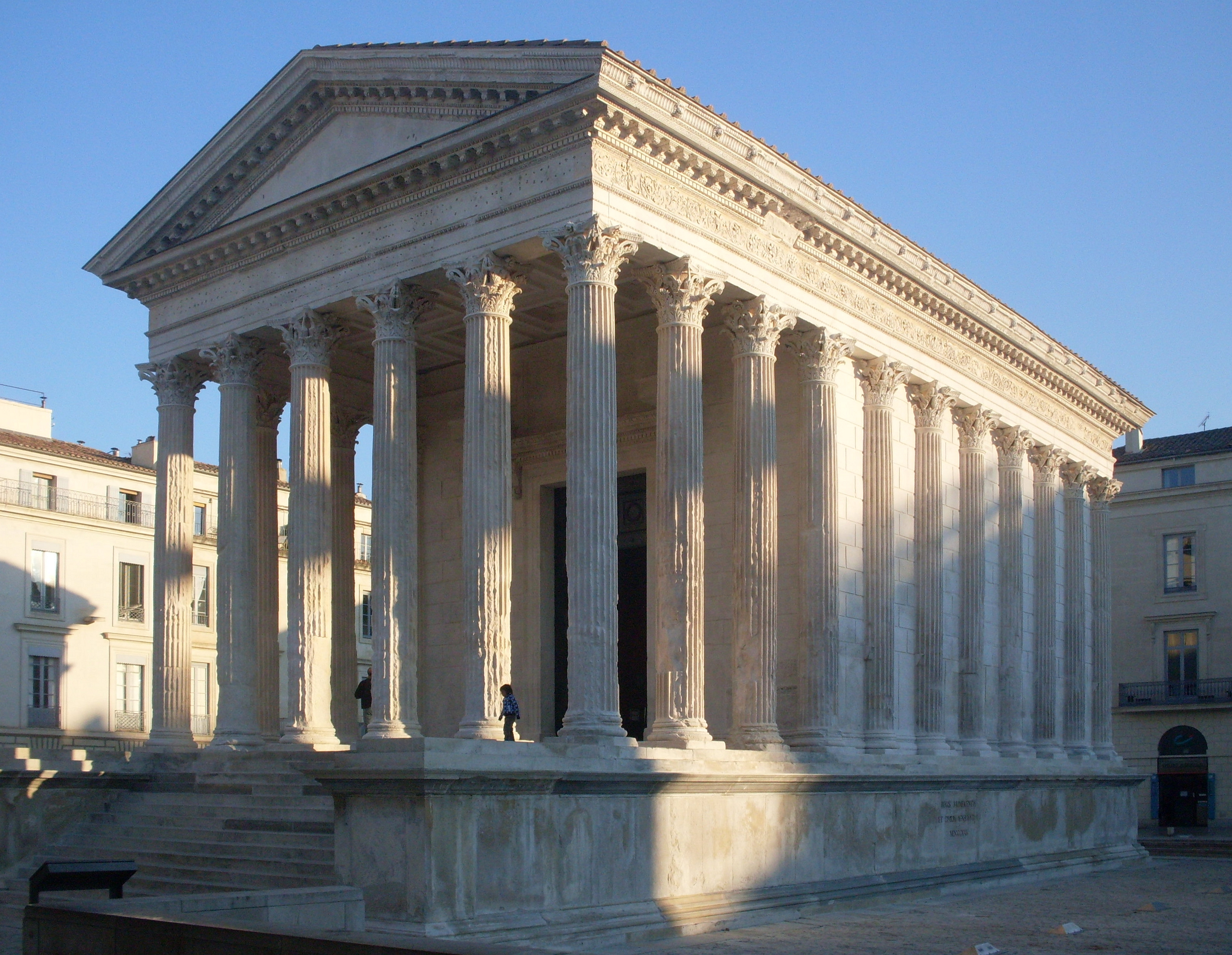
Мезон Карре в Ниме, один из наиболее хорошо сохранившихся римских храмов. Это провинциальный храм средних размеров времён Октавиана Августа и теократического Имперский культ (древний Рим). Имперский культ был неотделим от культа официальных божеств Рима, почитание которых было необходимо для выживания в Риме, так как пренебрежение ими считалось предательством. Традиционный культ находился в центре внимания имперского законодательства, при Децие Траяне и Диоклетиане

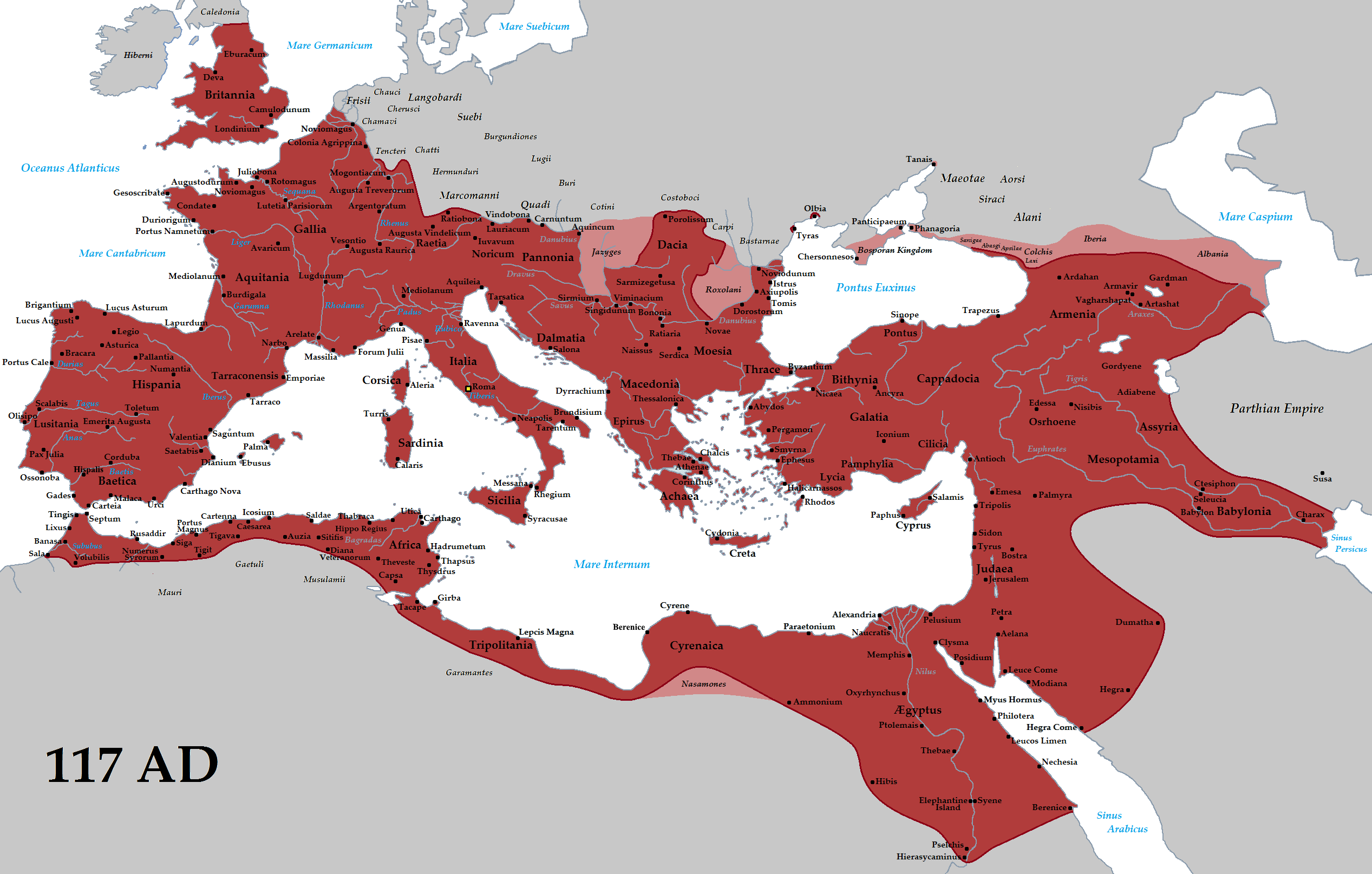
Римская империя в период наибольшего расцвета

В течение примерно пятисот лет Римская империя объединяла греческий Восток и латинский Запад, но разделение между Востоком и Западом сохранялось, что отражалось во многих культурных аспектах этих двух областей, включая язык. Со временем империя всё более выраженно распадалась на западную и восточную части, возрождая старые идеи о контрасте между развитым Востоком и грубым, неотёсанным Западом. Кроме того, римский мир иногда делят на три основных направления: север (кельтские племенные государства и парфяне), восток, и юг. Последний был завоёван после Пунических войн.
Со времён Александра Македонского (эллинистический период) греческая цивилизация вступила в контакт с еврейской цивилизацией. Христианство возникло из синкретизма эллинской культуры, римской культуры и иудаизма Второго Храма, постепенно распространяясь по Римской империи и затмевая своих предшественников. Рост христианства изменил греко-римскую традицию и культуру. Христианская культура стала основой для развития западной цивилизации после падения Рима, произошедшего вследствие растущего давления со стороны варваров (народов вне римской культуры). Римская культура также смешивалась с кельтской, германской и славянской культурами, которые постепенно интегрировались в западную культуру, главным образом с принятием христианства.

### Средневековый Запад

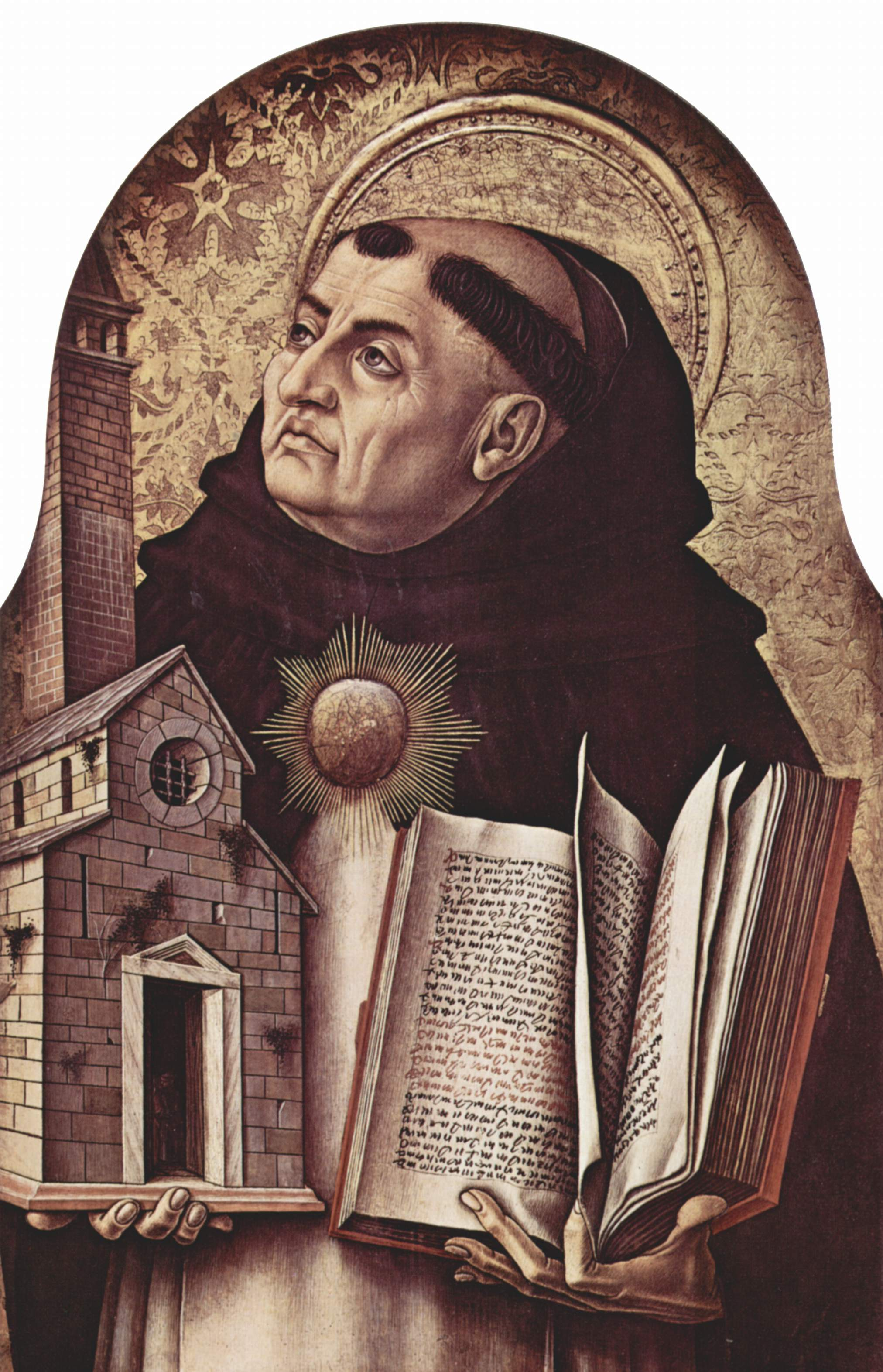
Фома Аквинский, Католические философы и теологи средневековья, возродил и развил естественное право из древнегреческой философии

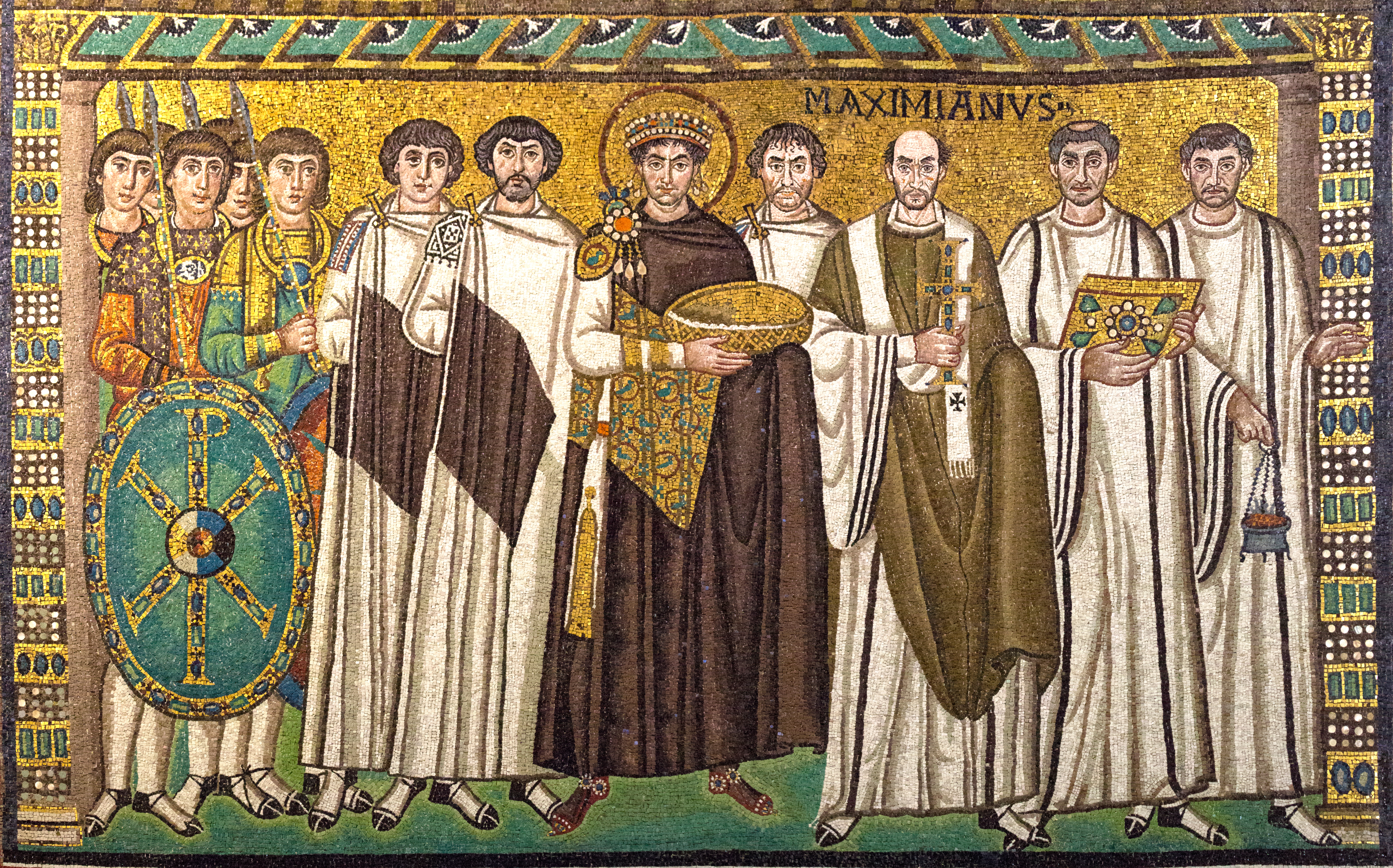
Мозаика, на которой изображён Юстиниан I со свитой, около 547—549 гг., Базилика Сан-Витале (Равенна, Италия)

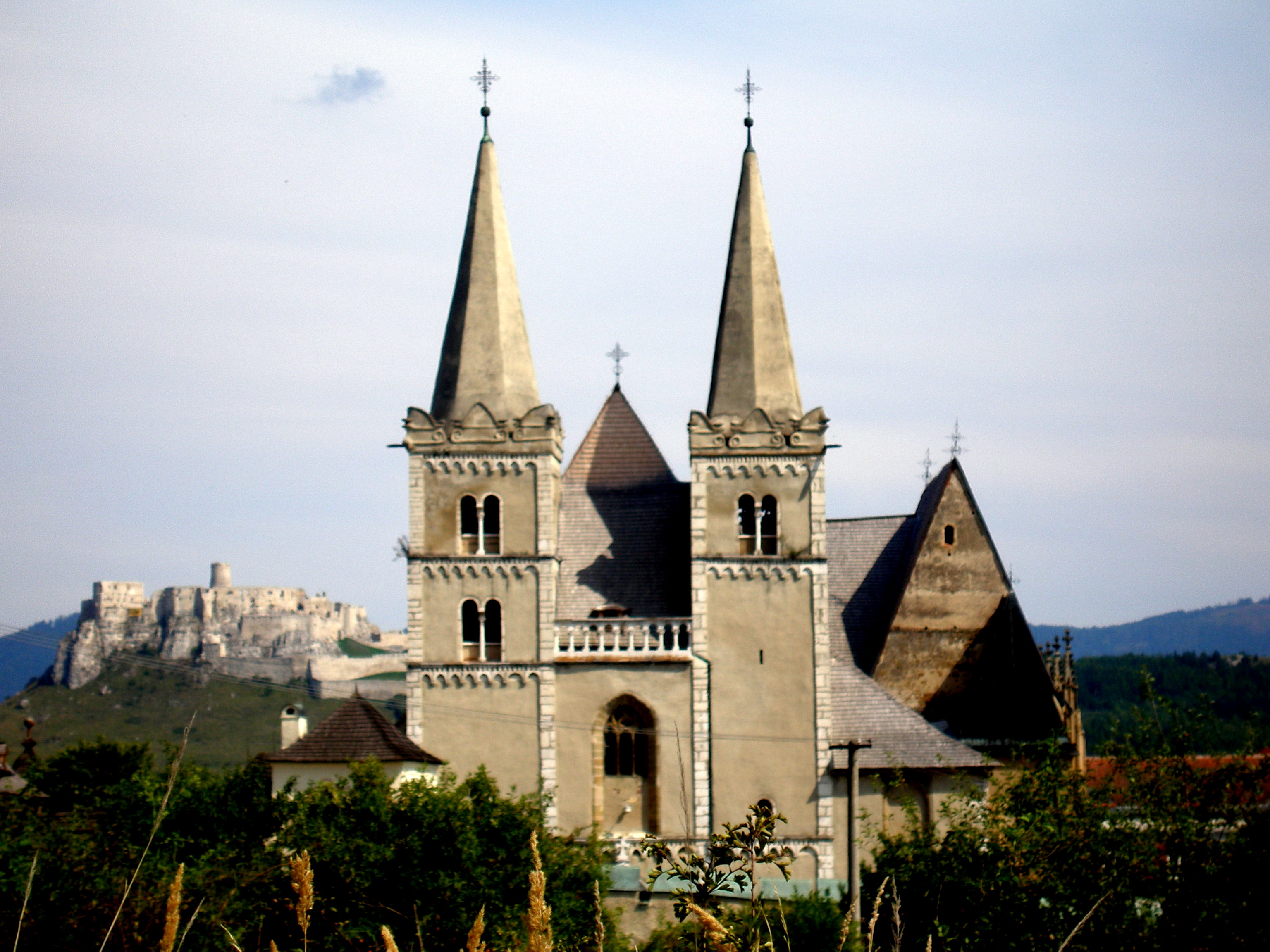
Два главных символа средневековой западной цивилизации на одной фотографии: готический собор Св. Мартина в Спишске-Подградье (Словакия) и Спишский Град за собором

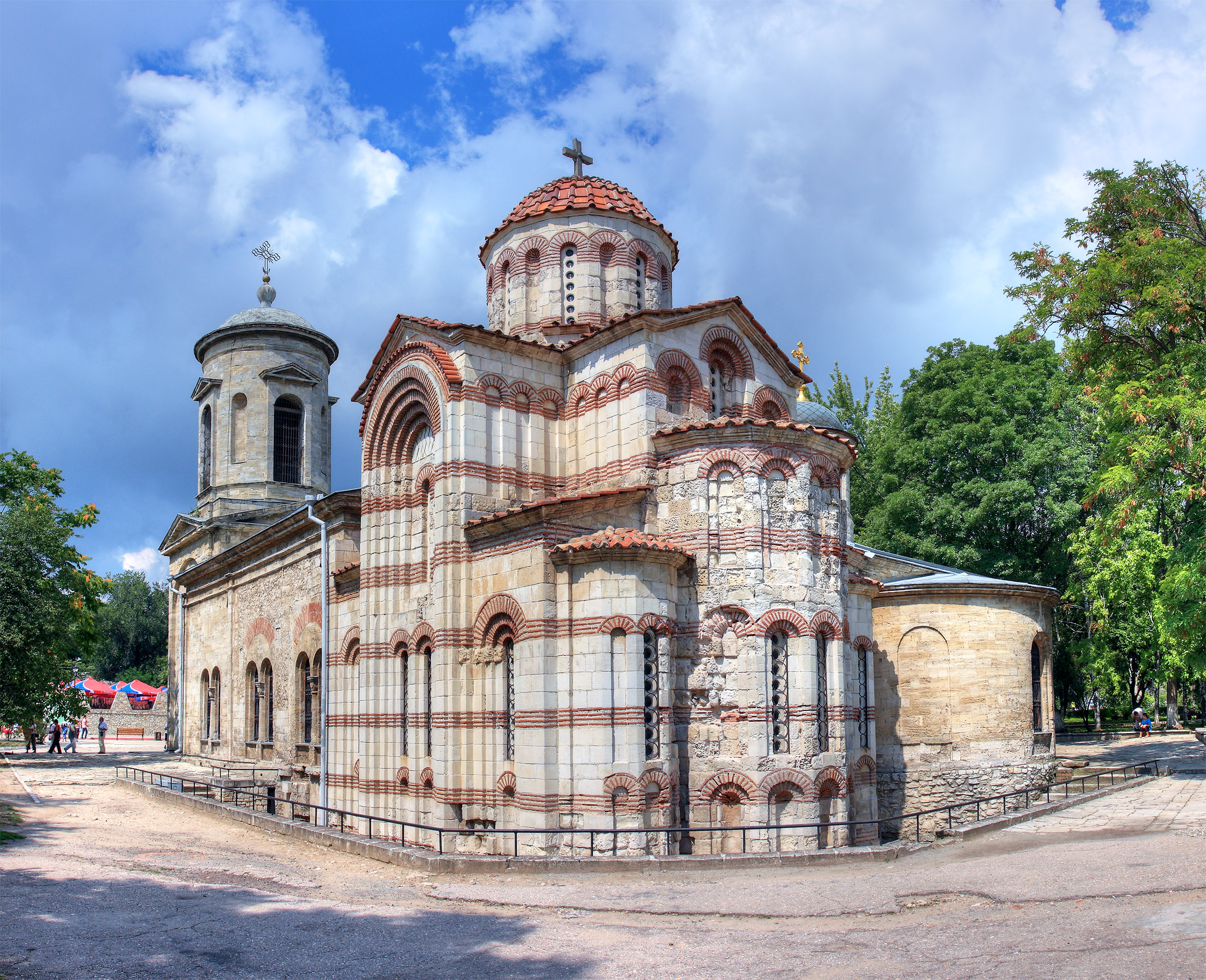
Церковь Святого Иоанна Предтечи, образец византийской церкви в Керчи (Крым)

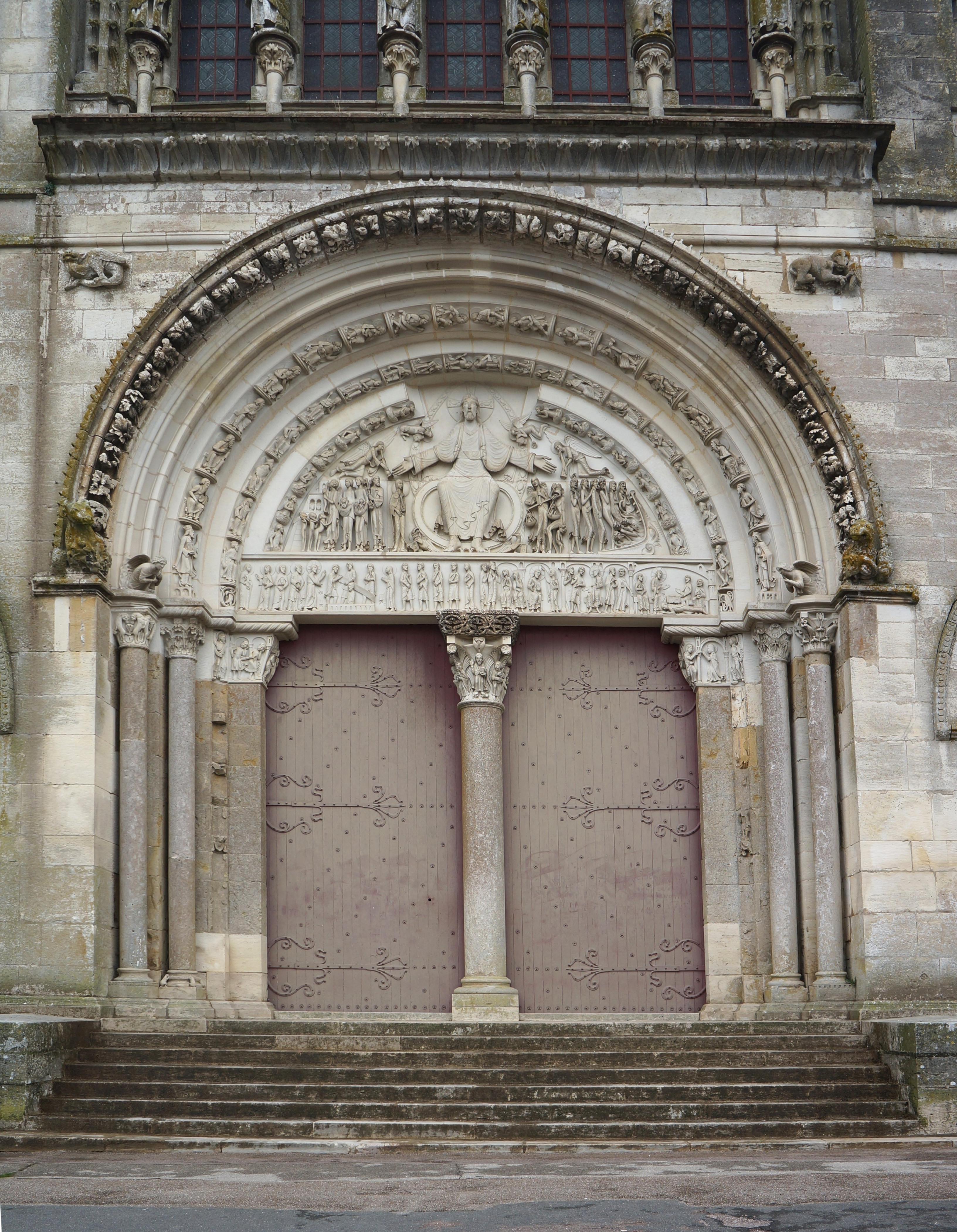
Каменный барельеф Иисуса из аббатства Везле (Бургундия, Франция)

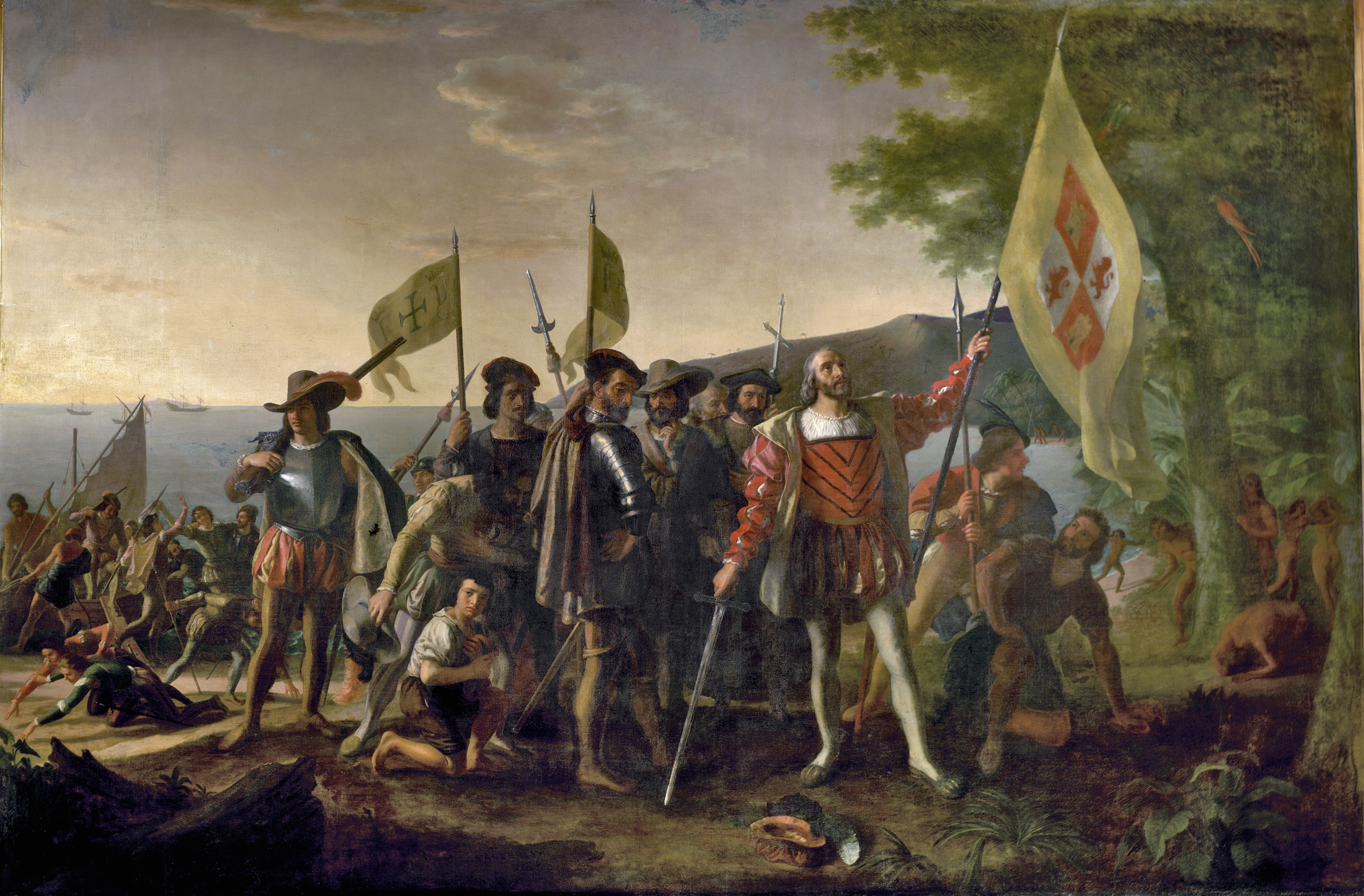
Открытие Нового Света Христофором Колумбом

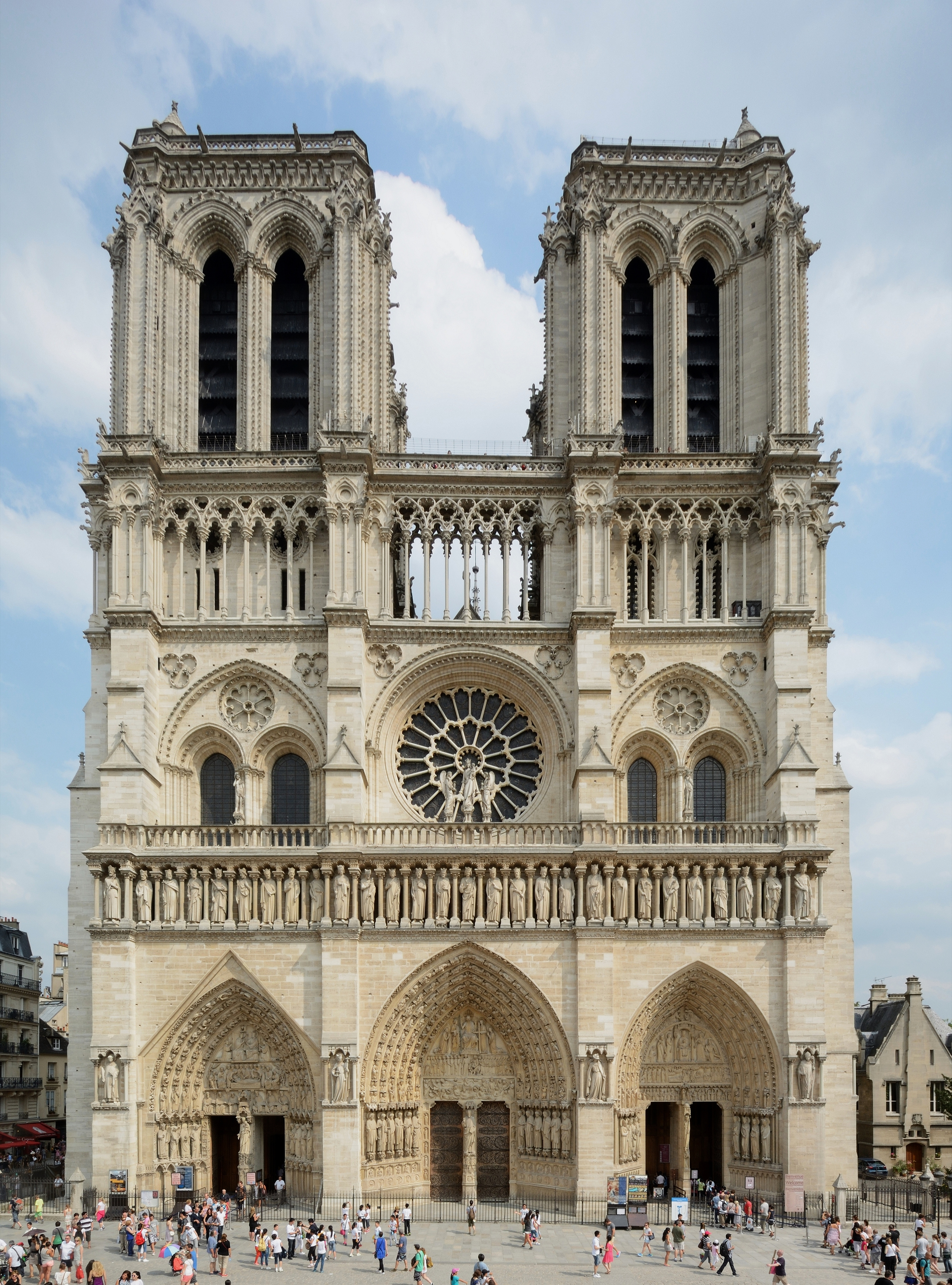
Собор Парижской Богоматери, самый культовый готический собор, построенный между 1163 и 1345 годами

Средневековым Западом считается католический «латинский» Запад, также называемый «франкским» во времена правления Карла Великого. На православном Востоке греческий язык оставался языком Византийской империи. В широком смысле, при сопоставлении с Азией, средневековый Запад относится ко всему христианскому миру, включающему как католический Запад, так и православный Восток.
После падения Рима в западной части старой империи большая часть греко-римского искусства, литературы, науки и даже технологий была практически потеряна. Европа впала в политическую анархию со многими враждующими королевствами и княжествами. При франкских королях они в конечном итоге частично воссоединились, и анархия превратилась в феодализм.
Основа послеримского культурного мира была заложена до падения Империи, главным образом благодаря реформированию римских идей посредством христианской мысли. Греческое и римское язычество было полностью заменено христианством в период около IV—V веков. Христианство стало официальной государственной религией после принятия императором Константином I православия. Никейский Символ веры служил объединяющей силой в христианских регионах Европы и в некоторых отношениях конкурировал со светскими властями. Иудейская христианская традиция, из которой возникло христианство, была почти уничтожена, а антисемитизм всё более укреплялся или даже становился неотъемлемой частью христианского мира. Искусство и литература, право, образование и политика остались в учениях Церкви. Православная церковь основала множество соборов, университетов, монастырей и семинарий, некоторые из которых продолжают существовать и по сей день.
В средневековье синтез греческих философских рассуждений и левантийского монотеизма не ограничивался Западом, но также распространялся и на Восток. Философия и науки античной Греции были практически забыты в Европе после распада Западной Римской империи, за исключением изолированных монашеских анклавов (особенно в Ирландии, которая стала христианской, но не была завоёвана Римом). Изучение классической античности лучше сохранилось в Византии, наследнице Восточной Римской империи. На Востоке, в Константинополе, при Юстиниане Великом был создан свод римского гражданского права Corpus iuris civilis. Константинополь на протяжении веков поддерживал торговлю и политический контроль над аванпостами античной культуры, такими как Венеция на Западе. Изучение классического греческого языка также развивалось в восточном мире, который постепенно вытеснил римско-византийский контроль как доминирующую культурно-политическую силу. Таким образом, в течение столетий после распада Западной Римской империи античная идеология постепенно возвращалась к европейской цивилизации.
После падения Римской империи многие античные греческие тексты были переведены на арабский язык и сохранились в средневековом исламском мире. Греческая классика наряду с арабской наукой, философией и технологией была распространена в Западную Европу и переведена на латынь, что привело к началу эпохи Возрождения XII и XIII веков. Средневековому христианству приписывают создание первых современных университетов. Католическая церковь основала систему больниц в Средневековой Европе, которая значительно улучшила римские валетудинарии и греческие храмы исцеления. Эти больницы были созданы для обслуживания определённых социальных групп, бедных и пожилых людей. Христианство сыграло важную роль в прекращении практик, распространённых среди языческих обществ, таких как человеческие жертвы, рабство, детоубийство и многожёнство.
В Западной Европе в конце VIII — середине IX века, в эпоху правления королей франков Карла Великого, Людовика Благочестивого и Карла Лысого из династии Каролингов начинается Каролингское возрождение. В это время наблюдался расцвет литературы, искусств, архитектуры, юриспруденции, а также теологических изысканий. Во время Каролингского возрождения мощный импульс получило развитие средневековой латыни, на основе латинского алфавита возник особый шрифт, каролингский минускул. При монастырях открывались школы и библиотеки.
В начале X века появление Юстинианского кодекса в Западной Европе разожгло интерес к юриспруденции по обе стороны вновь формирующихся границ между Востоком и Западом. На католическом и франкском западе римское право стало основой всех правовых концепций и систем. Его влияние прослеживается во всех западных правовых системах, хотя по-разному и в разной степени. Изучение канонического права, правовой системы католической церкви, слилось с изучением римского права, что заложило основу для возрождения западной правовой науки. Во время Реформации и Просвещения идеи гражданских прав, равенства перед законом, процессуальной справедливости и демократии как идеальной формы общества стали институционализироваться как принципы, составляющие основу современной западной культуры, особенно в протестантских регионах.
С поздней античности до Средневековья и далее, в то время как в Восточной Европе обретала влияние Православная церковь, Южная и Центральная Европа всё более сплачивалась под лоном Католической церкви, которая, с потерей римского имперского управления, была единственной последовательной силой в Западной Европе. В 1054 году произошёл Великий раскол, который снова разделил Европу на религиозные и культурные регионы, присутствующие по сей день. До эпохи Просвещения Христианская культура была доминирующей силой западной цивилизации, с собственным курсом философии, искусства и науки в течение многих лет. В искусстве и философии возникли новые движения, такие как гуманизм эпохи Возрождения и схоластика средневековья. Они появились из-за стремления связать католицизм с греческой и арабской мыслью, распространяемой христианскими паломниками. Тем не менее, из-за противоречий в западном христианстве, вызванных протестантской Реформацией и Просвещением, религиозное влияние Папы Римского начало ослабевать.
В XIV веке, начиная с Италии и затем во всей Европе в результате возрождения интереса к греческой философии и христианской средневековой традиции произошёл всплеск изобразительного искусства, архитектуры, науки и философии. Рациональное мышление стало считаться одним из важнейших видов человеческой деятельности. Этот период обычно упоминается как Ренессанс. В следующем столетии, после распада Византийской империи и падения Константинополя этот процесс усилился благодаря исходу греческих христианских священников и учёных в итальянские города, такие как Венеция.
Франциско де Витория, ученик Фомы Аквинского и католический мыслитель, который изучал проблему прав человека колонизированных аборигенов, признан Организацией Объединённых Наций отцом международного права, а историки считают его одним из основоположников Западной демократии и экономики. Йозеф Шумпетер, экономист XX века, ссылаясь на схоластов, писал: «Именно они больше, чем любая другая группа, приблизились к тому, чтобы стать основателями „научной экономики“». Другие экономисты и историки, такие как Рэймонд де Рувер, Марджори Грайс-Хатчинсон и Алехандро Чафуен, также сделали подобные заявления. Историк Пол Легутко из Стэнфордского университета сказал, что католическая церковь «находится в центре развития ценностей, идей, науки, законов и институтов, которые составляют то, что мы называем западной цивилизацией».
С конца XV до XVII века западная культура начала распространяться в другие части мира с помощью исследователей и миссионеров эпохи Великих географических открытий. С XVII до начала XX века западная культура распространялась под влиянием Империализма. Во время Великой Дивергенции (термин, придуманный Сэмюэлем Хантингтоном) западный мир преодолел сдерживающие развитие факторы и стал в XIX веке самой могущественной и богатой мировой цивилизацией того времени, затмив Империю Цин, Империю Великих Моголов, Сёгунат Токугава и Османскую империю. Этот процесс начался в эпоху открытий и продолжается в современный период. Учёные предложили широкий спектр теорий, объясняющих причину Великого расхождения, в том числе отсутствие государственного вмешательства, географию, колониализм и традиционные ценности.

### Современная эра

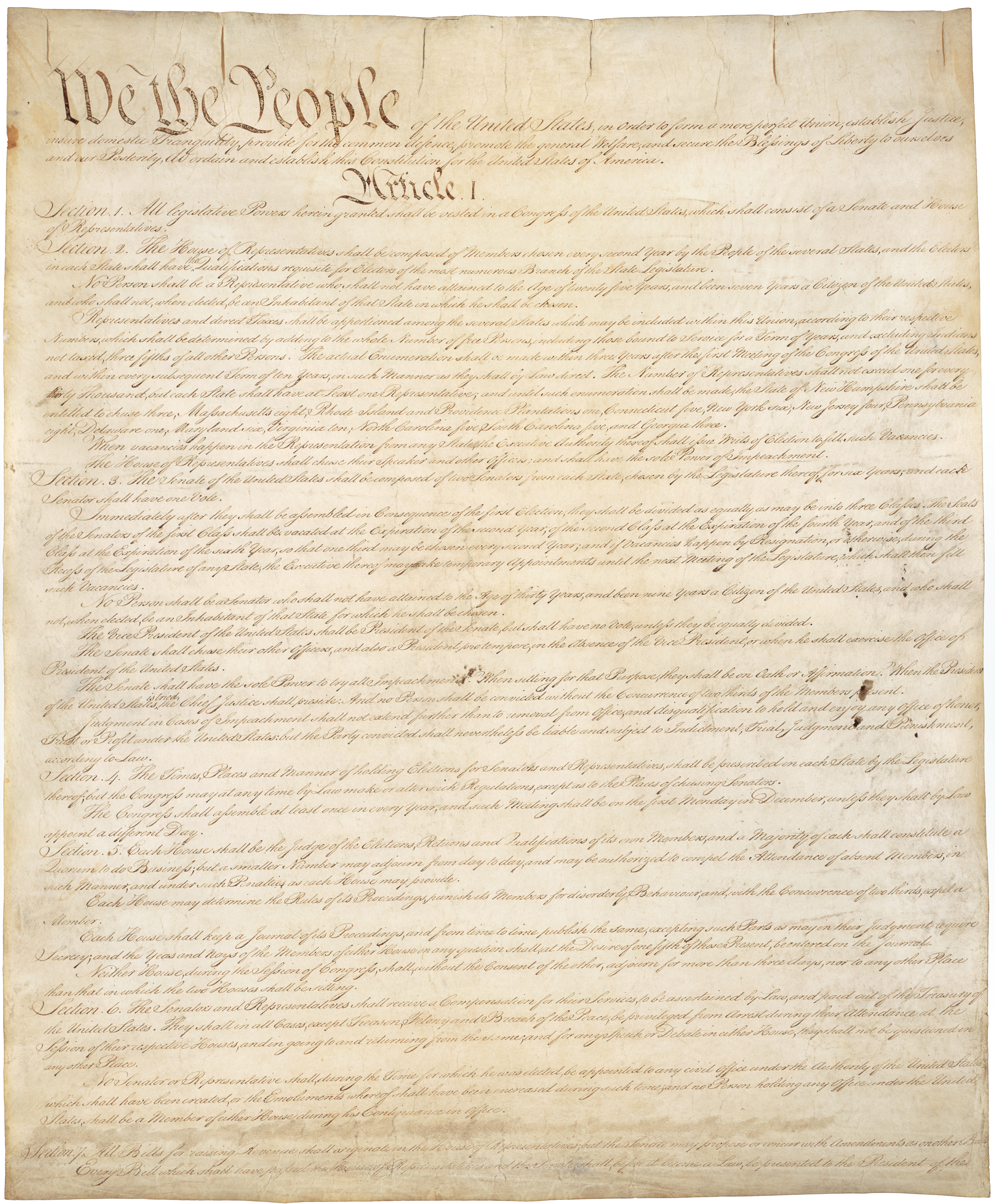
Конституция США

В современную эпоху историческое понимание контраста между Востоком и Западом как противостояния христианского мира его географическим соседям начало ослабевать. По мере того, как религия становилась всё менее важной, а европейцы всё больше контактировали с далёкими народами, старая концепция западной культуры начала медленно эволюционировать к сегодняшнему состоянию. Эпоха Открытий перешла в эпоху Просвещения XVIII века, когда культурные и интеллектуальные силы в Западной Европе подчёркивали рациональное мышление, анализ и индивидуализм, а не традиционные доктрины. Это поставило под сомнение авторитет институтов, глубоко укоренившихся в обществе, таких как католическая церковь. Возникли дискуссии о способах реформирования общества с помощью терпимости, науки и скептицизма.
Философами Просвещения были Фрэнсис Бэкон, Рене Декарт, Джон Локк, Бенедикт Спиноза, Вольтер, Дэвид Юм, Иммануил Кант. Они повлияли на общество, опубликовав свои произведения. Узнав о просвещённых взглядах, во время просвещённого абсолютизма некоторые правители встретились с интеллектуалами и попытались ввести свои реформы, такие как толерантность или принятие нескольких религий. Новые идеи и убеждения распространились по всей Европе, чему способствовал рост грамотности и уменьшение количества исключительно религиозных текстов. Среди этих публикаций — «Энциклопедия» (1751—1780) Дени Дидро и Жана д’Аламбера. «Философский словарь» (1764) и «Философские письма» (1733), написанные Вольтером, также распространяли идеалы Просвещения.
В эпоху Просвещения произошла научная революция, возглавляемая Ньютоном. Появилась современная наука. Открытия в математике, физике, астрономии, биологии (включая анатомию человека) и химии изменили взгляды на общество и природу. Публикация труда Николая Коперника «О вращении небесных сфер» в 1543 году часто упоминается как начало научной революции, а её окончание связывают с «Математическими началами натуральной философии» Ньютона, опубликованными в 1687 году.
С 1760 года началась промышленная революция, которая стала переходом к новым производственным процессам, она продолжалась до 1820—1840 годов. В ходе промышленной революции произошёл переход от ручного производства к станкам, появились новые химические производства и процессы производства чугуна, произошло повышение эффективности использования водяных колёс, часто стали использоваться паровые машины, развивалось станкостроение. Эти процессы начались в Великобритании и распространились в Западной Европе и Северной Америке в течение нескольких десятилетий.

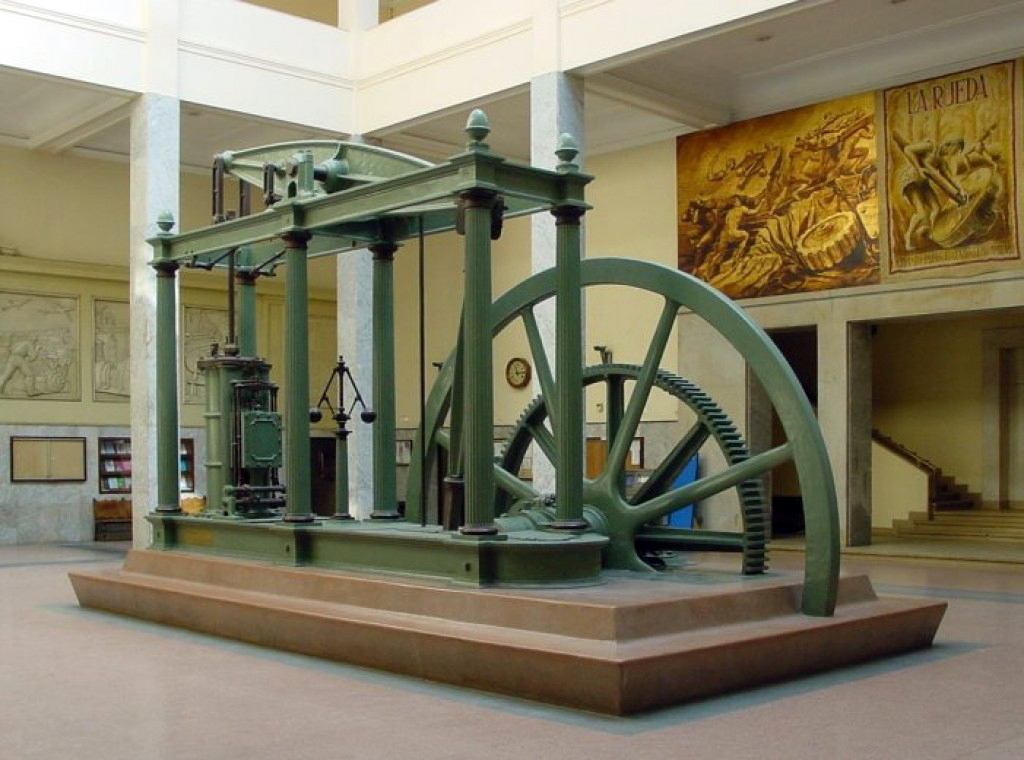
Паровой двигатель Ватта. Паровой двигатель, изготовленный из железа и работающий в основном на угле, способствовал промышленной революции в Великобритании и мире

Промышленная революция знаменует собой важный поворотный момент в истории. Почти каждый аспект повседневной жизни находился под её влиянием. В частности, средний доход и население начали демонстрировать беспрецедентный устойчивый рост. Некоторые экономисты говорят, что основное влияние промышленной революции заключалось в том, что уровень жизни населения в целом начал последовательно повышаться впервые в истории, хотя другие утверждали, что он не начал заметно улучшаться до конца XIX и XX века. Точное начало и конец промышленной революции всё ещё обсуждается историками, так же как и темпы экономических и социальных изменений. ВВП на душу населения был в целом стабильным до промышленной революции и появления современной капиталистической экономики, тогда как промышленная революция начала эпоху экономического роста ВВП на душу населения в капиталистических экономиках. Историки экономики согласны с тем, что наступление промышленной революции является наиболее важным событием в истории человечества с момента одомашнивания животных, появления сельского хозяйства и добывания огня.
В период между 1840 и 1870 годами Первая промышленная революция переросла во вторую промышленную революцию. В отличие от первой промышленной революции, основанной на новаторствах в производстве чугуна, паровых двигателях и развитии текстильной промышленности, технологическая революция происходила на базе производства высококачественной стали, распространении железных дорог, электричества и химикатов. В эпоху второй промышленной революции развитие экономики было преимущественно основано на научных достижениях, а не просто удачных изобретениях.

## Искусство и гуманитарные науки

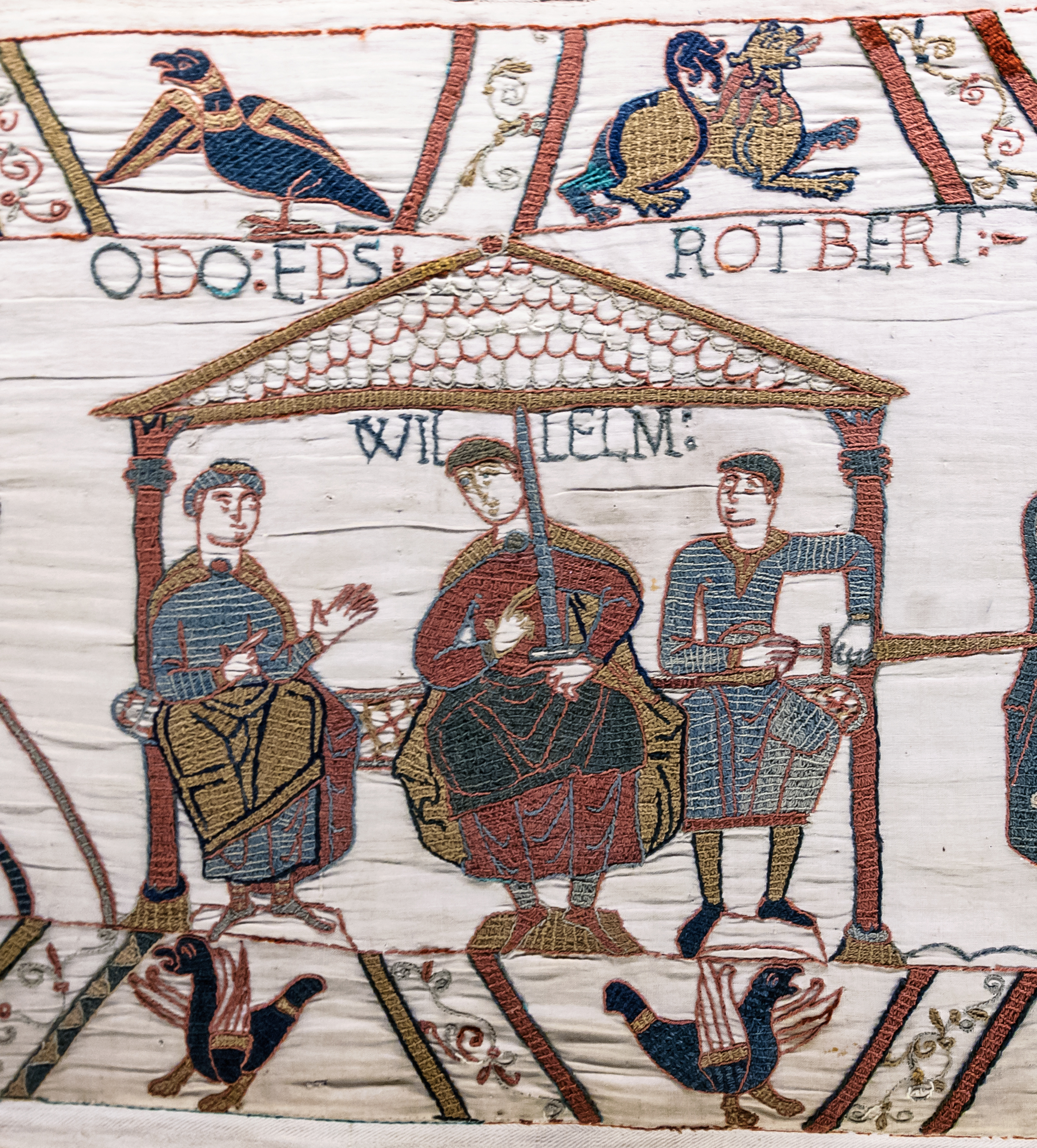
Деталь гобелена из Байё с изображением Вильгельма Завоевателя (в центре), его сводных братьев Роберта, графа Мортена (справа) и Одо, епископа Байё в герцогстве Нормандия (слева). Гобелен Байё — одно из высших достижений норманнского романского стиля

Главное отличие европейского искусства заключается том, что в нём изображается очень много культурных слоёв жизни — религиозный, гуманистический, сатирический, метафизический и чисто физический.
Некоторые культурные и художественные традиции типично западны по происхождению и форме. Танец, музыка, изобразительное искусство, ораторское искусство и архитектура выражаются на Западе определёнными характерными способами. В западном танце, музыке, пьесах и других видах искусства исполнители очень редко надевают маски. По сути, нет никаких запретов на изображение бога или других религиозных деятелей в искусстве. Европейское искусство отдаёт должное человеческим чувствам и эмоциям.

### Музыка
По данным византийского историка V века Сократа Схоластика, уже в I веке епископом Антиохийским Игнатием Богоносцем в христианское богослужение введено особое антифонное пение. Вслед за этим выработалась особая (псалмодическая) манера исполнения псалмов — медлительная речитация, не допускающая выражения эмоций. Вместе с текстами псалмов эту манеру исполнения унаследовала и литургия.
Католические монахи разработали первые формы современной западной музыкальной нотации, чтобы стандартизировать литургию в Церкви, и на протяжении веков появилось огромное количество церковной и духовной музыки. Начиная с XI века в Западной и Центральной Европе медленно (поначалу это дорогостоящее новшество могли позволить себе только церкви крупнейших городов), но неуклонно распространялся орган; с ним в церковь пришло инструментальное сопровождение, строго регламентированное, как и всё в тогдашнем римско-католическом богослужении: звучание органа придавало торжественность определённым частям богослужения. Развитие духовной музыки привело непосредственно к появлению и развитию европейской классической музыки и её многочисленных производных. Стиль барокко, который охватывал музыку, искусство и архитектуру, особенно наглядно проявляется в католической церкви после Реформации, поскольку появилось средство религиозного выражения, которое позволяло выразить эмоции и предназначалось для стимулирования религиозного рвения.
Симфония, концерт, соната, опера и оратория берут своё начало в Италии. Многие музыкальные инструменты, разработанные на Западе, стали широко использоваться во всём мире; среди них: скрипка, фортепиано, орган, саксофон, тромбон, кларнет. Пианино, симфонический оркестр и струнный квартет также имеют Западное происхождение. В свою очередь, большинство других европейских музыкальных инструментов происходят от более ранних восточных инструментов, которые пришли в Европу из средневекового исламского мира.

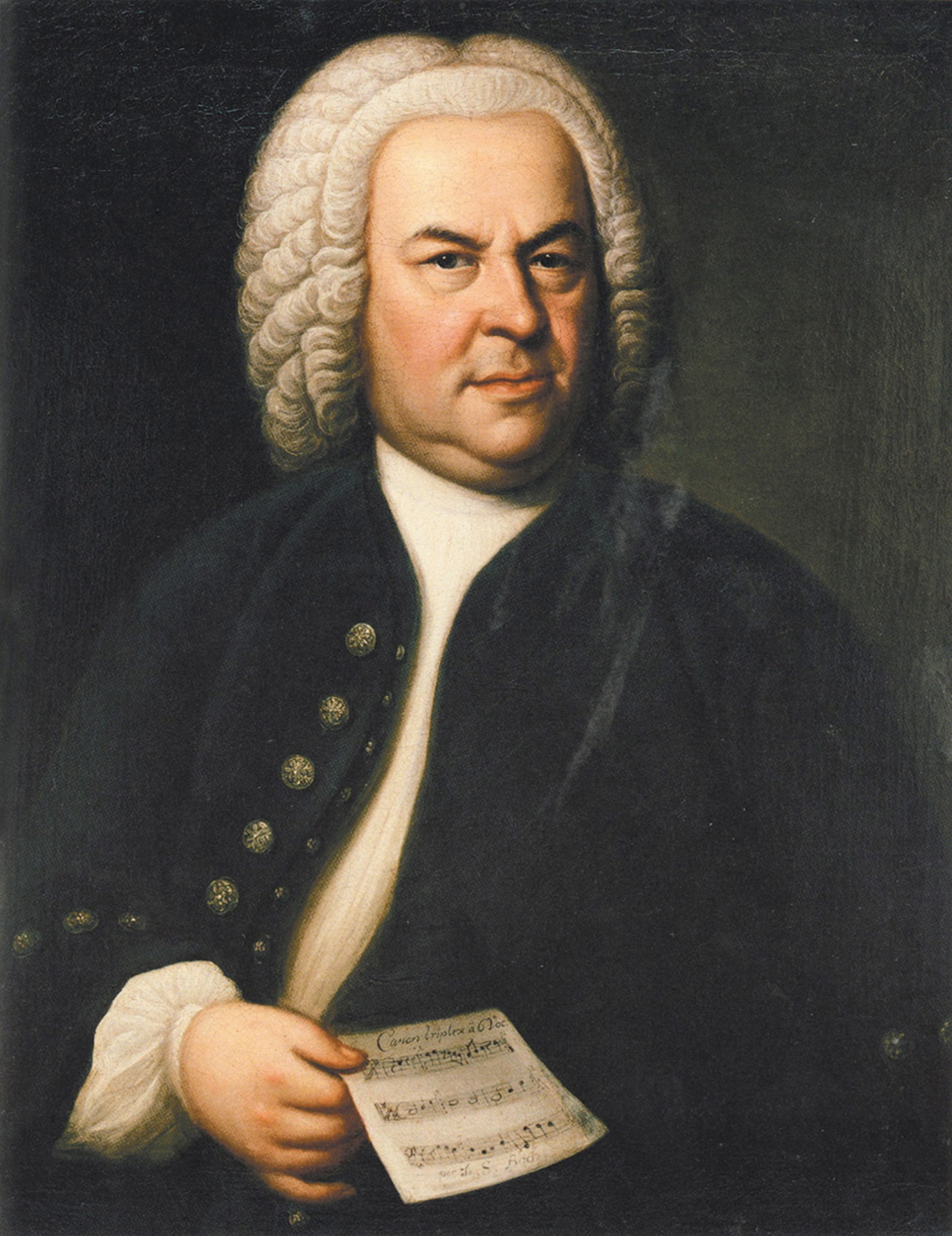
Иоганн Себастьян Бах, 1685—1750
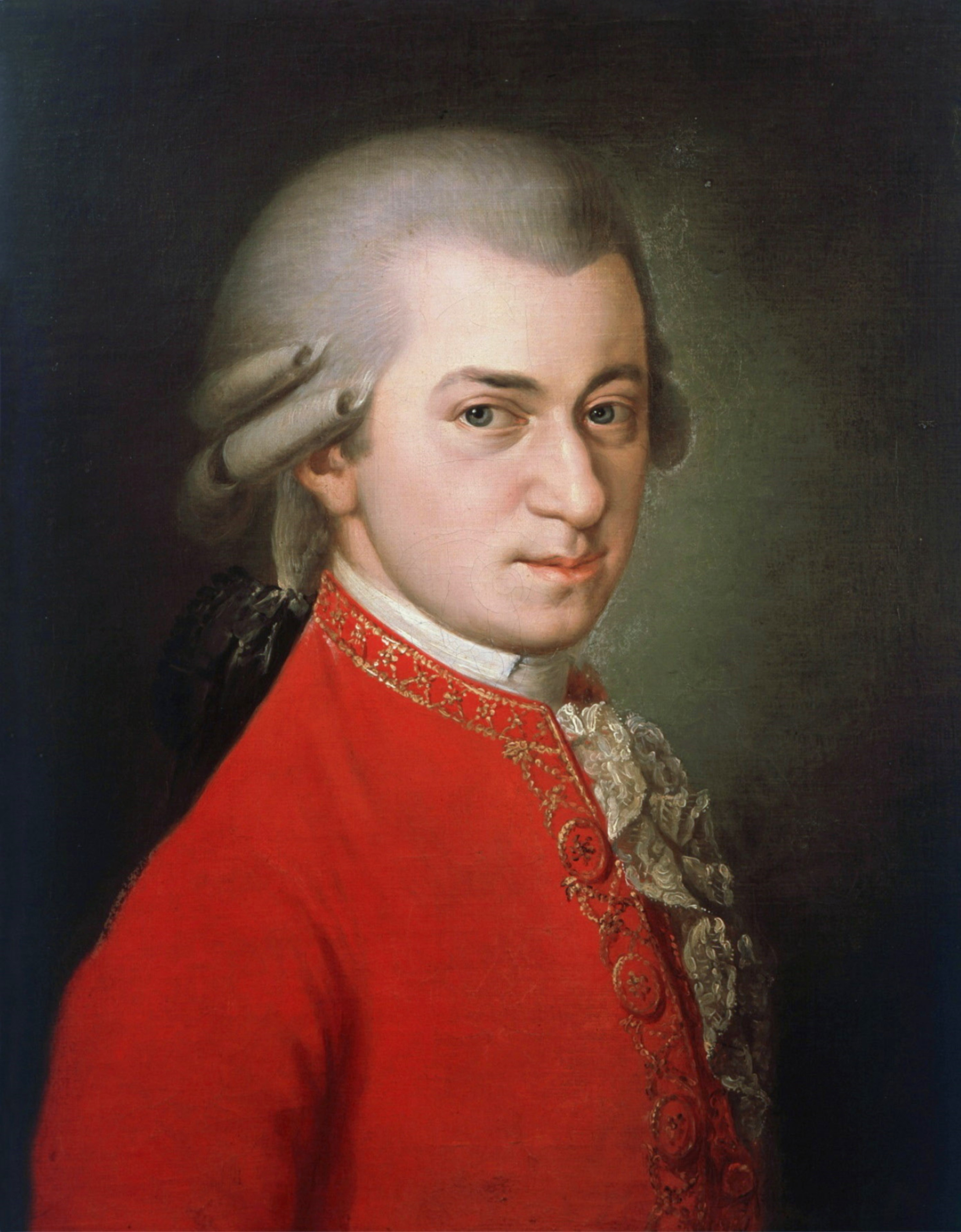
Вольфганг Амадей Моцарт, 1756—1791
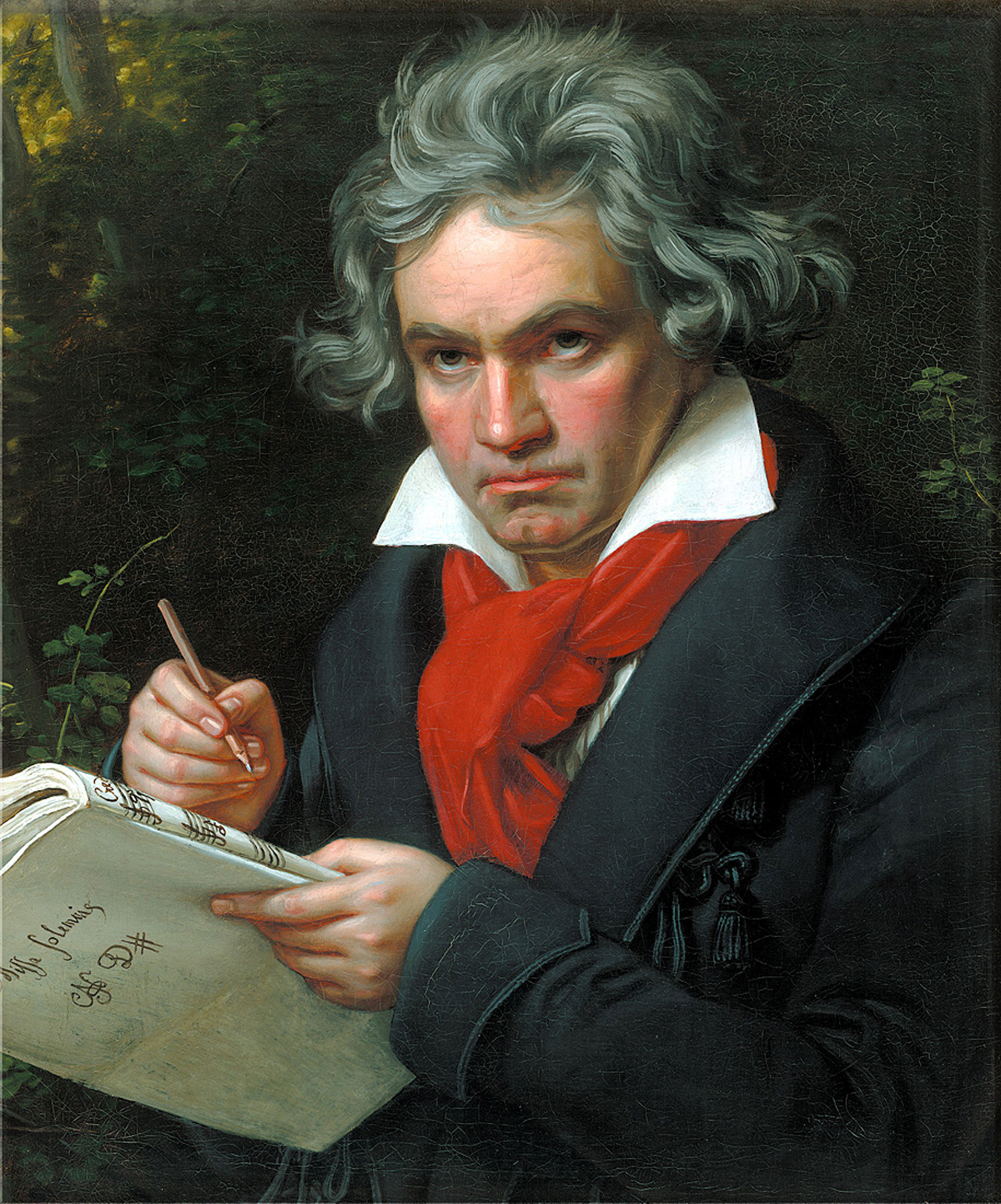
Людвиг ван Бетховен, 1770—1827
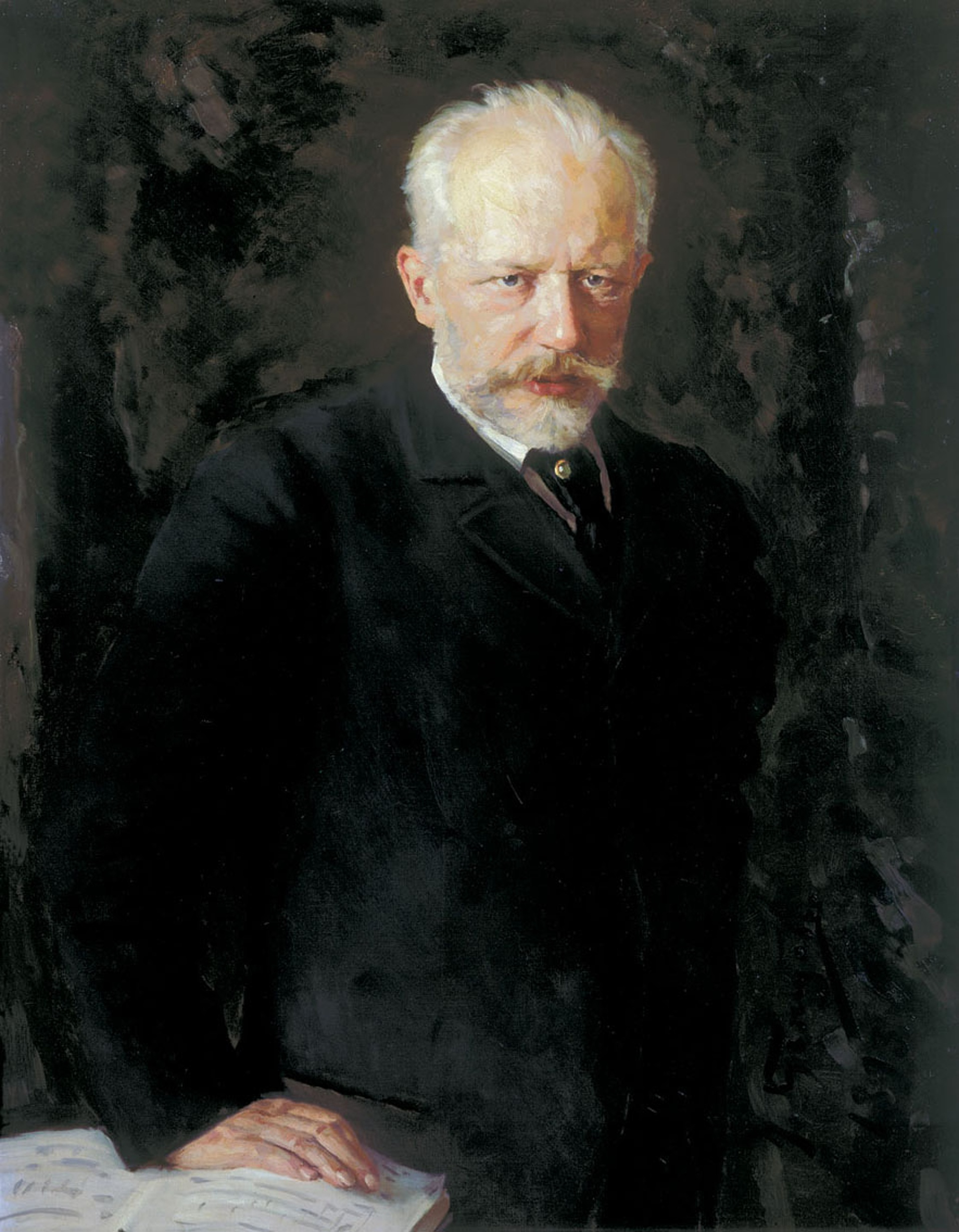
Пётр Ильич Чайковский, 1840—1893

### Живопись и фотография
Художники эпохи Возрождения добились больших успехов в живописи маслом. Среди них: Мазаччо, Мазолино, Беноццо Гоццоли, Пьеро делла Франческа, Андреа Мантенья, Никколо Пиццоло, Джованни Беллини, Антонелло да Мессина, Доменико Гирландайо, Сандро Боттичелли, Ян ван Эйк, Сансовино, Леонардо да Винчи, Рафаэль Санти, Микеланджело Буонарроти, Джорджоне, Тициан, Антонио Корреджо и другие. Во Флоренции развивается изобразительное искусство с применением перспективы. Особенно ценилась реалистичная портретная живопись. В изобразительном искусстве характерным западным орнаментом был кельтский узел.
Технологии фотографии и кинематографа как основы для совершенно новых видов искусства также были разработаны на Западе. Изображения обнажённых мужчин и женщин в фотографии, живописи и скульптуре породили отдельный жанр изобразительного искусства.

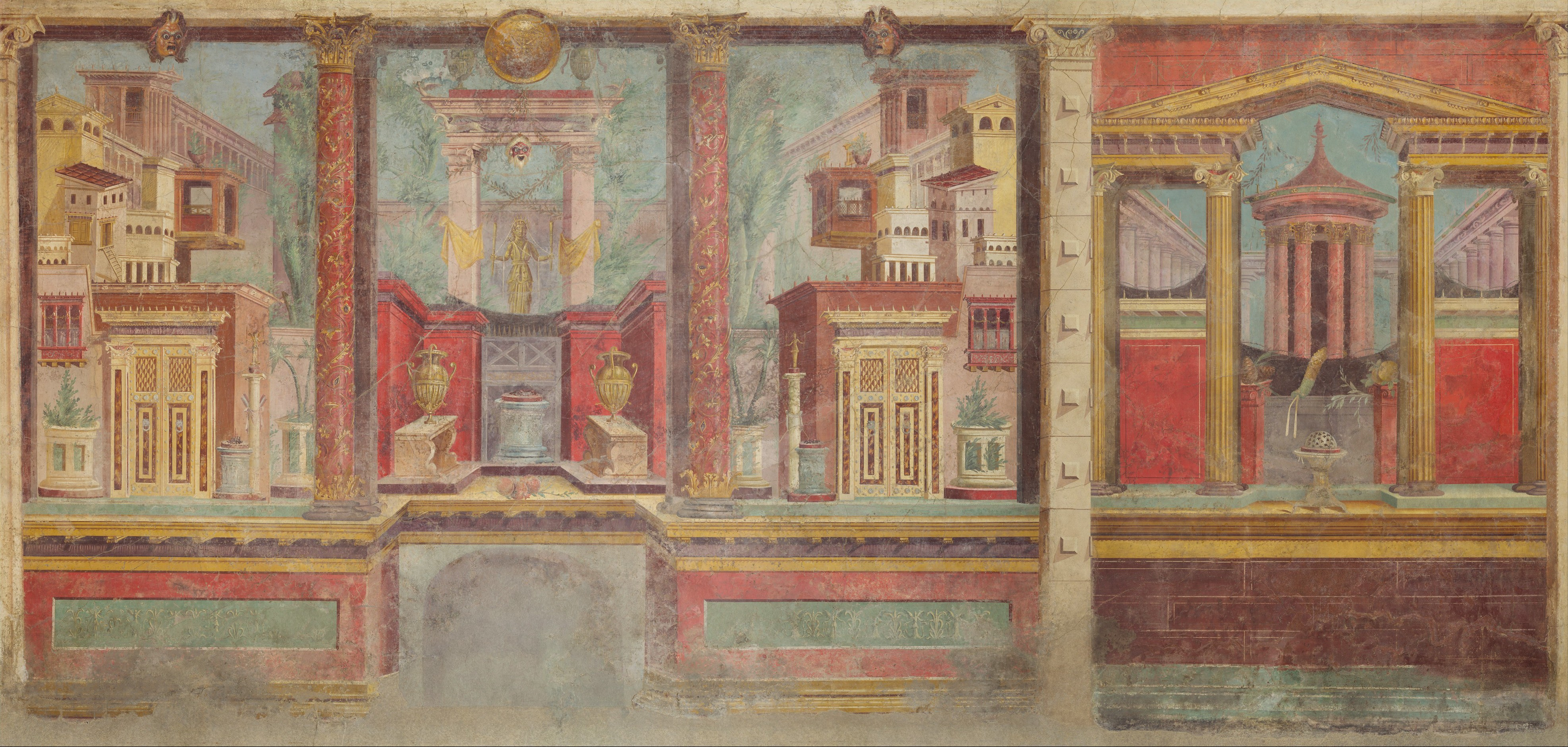
Реставрация фрески из спальни древнеримской виллы, около 50—40 года до н.э., размеры комнаты: 265,4 x 334 x 583,9 см, в Метрополитен-музее (Нью-Йорк)
Мона Лиза, Леонардо да Винчи, около 1503—1506 гг., тополь, масло, 77 × 53 см, Лувр, (Париж)
Менины, Диего Веласкес, 1656, холст, масло, 318 × 276 см, Прадо (Мадрид)
Бал в Мулен де ла Галетт, Пьер Огюст Ренуар, 1876, холст, масло, 131 x 175 см, Музей Орсе (Париж)
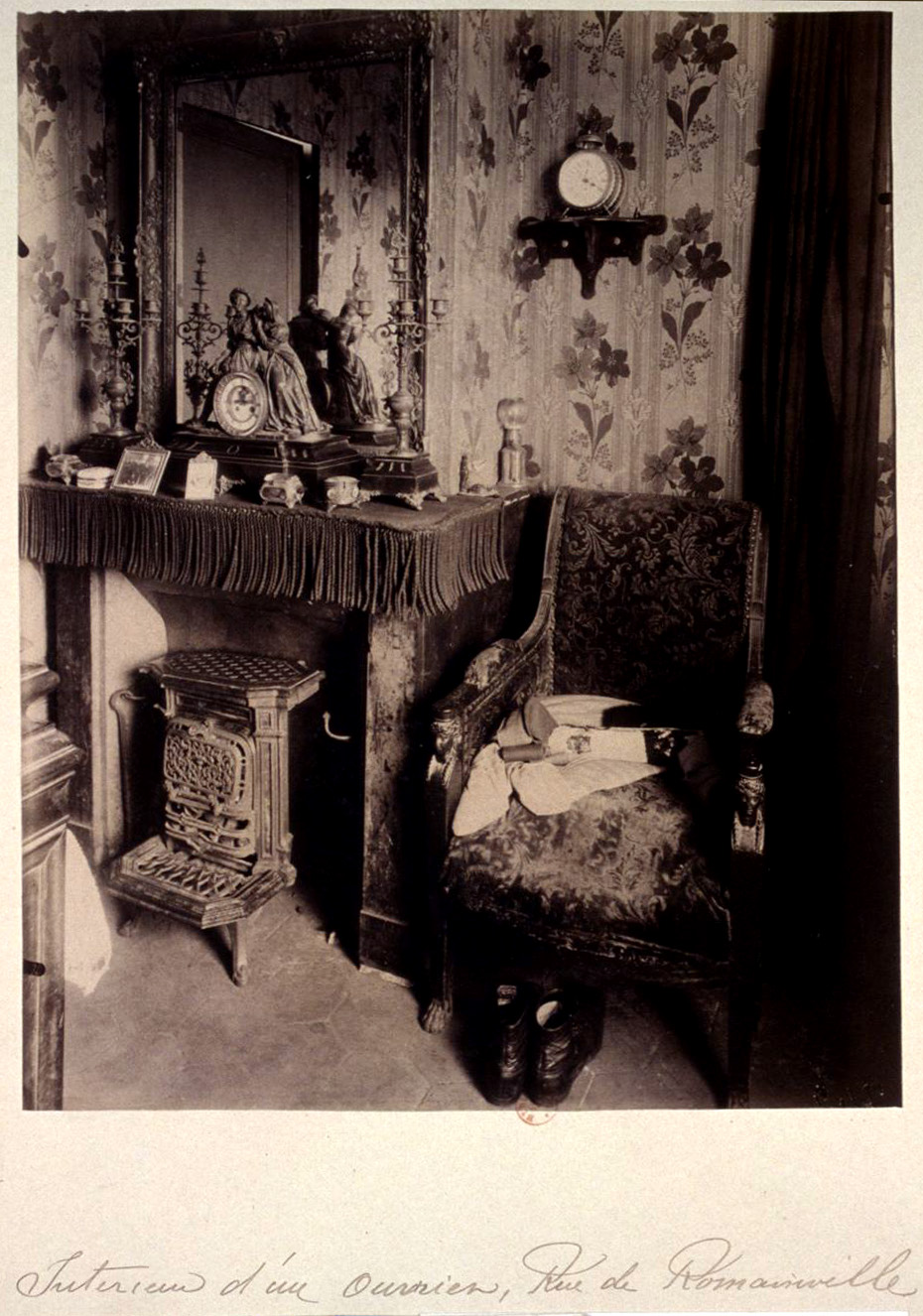
Фотография интерьера квартиры Эжена Атже, сделанная в 1910 году в Париже

### Танцевальное и исполнительское искусство

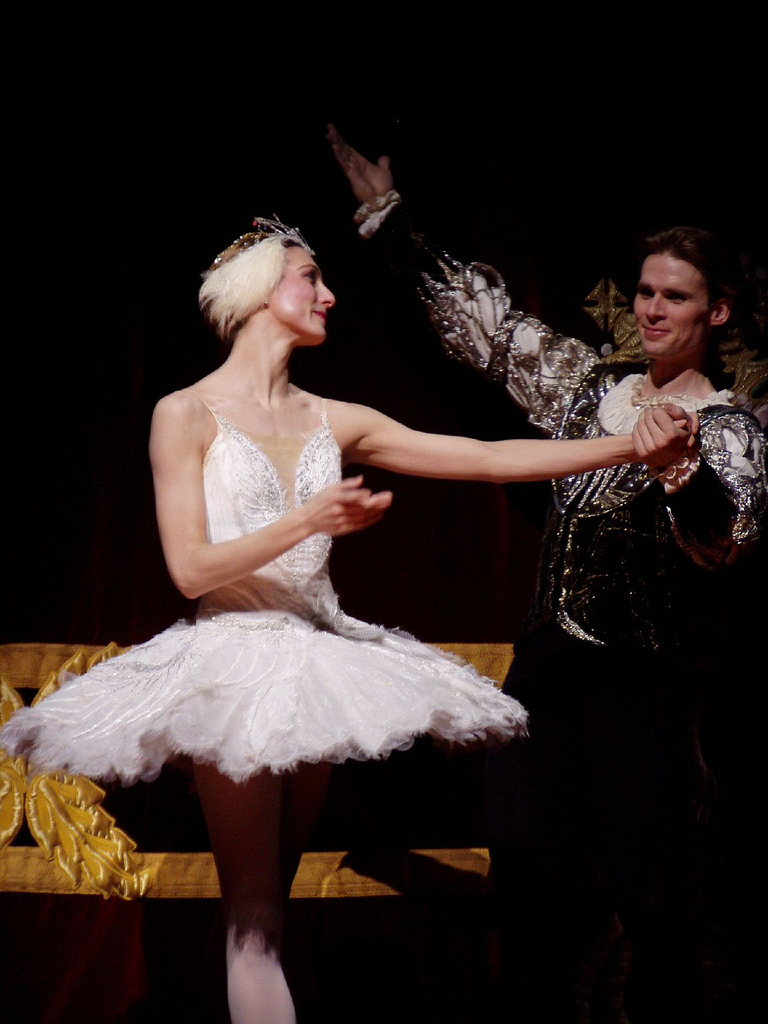
Классическая музыка, опера и балет. На иллюстрации — «Лебединое озеро»

Балет — исключительно западная форма танца. Бальные танцы со временем из элитной категории танцев превратились в спортивную дисциплину. Полька, сквэр-данс и ирландский степ — очень известные западные формы народного танца.
Греческий и римский театры считаются предшественниками современного театра, а такие формы, как средневековый театр, мистерия, моралите и комедия дель арте стали каноническими жанрами театральных постановок. Елизаветинский театр с такими авторами, как Уильям Шекспир, Кристофер Марлоу и Бен Джонсон считается одной из самых значительных эпох современной драмы.
Мыльная опера, популярный формат сериалов, возникла в Соединённых Штатах в 1930-х годах сначала на радио, а затем через несколько десятилетий и на телевидении. Видеоклипы также возникли на Западе в середине XX века. В XIX и XX веках из мюзик-холла, комической оперы и водевиля на Западе возник мюзикл — музыкально-театральный сценический жанр.

### Литература

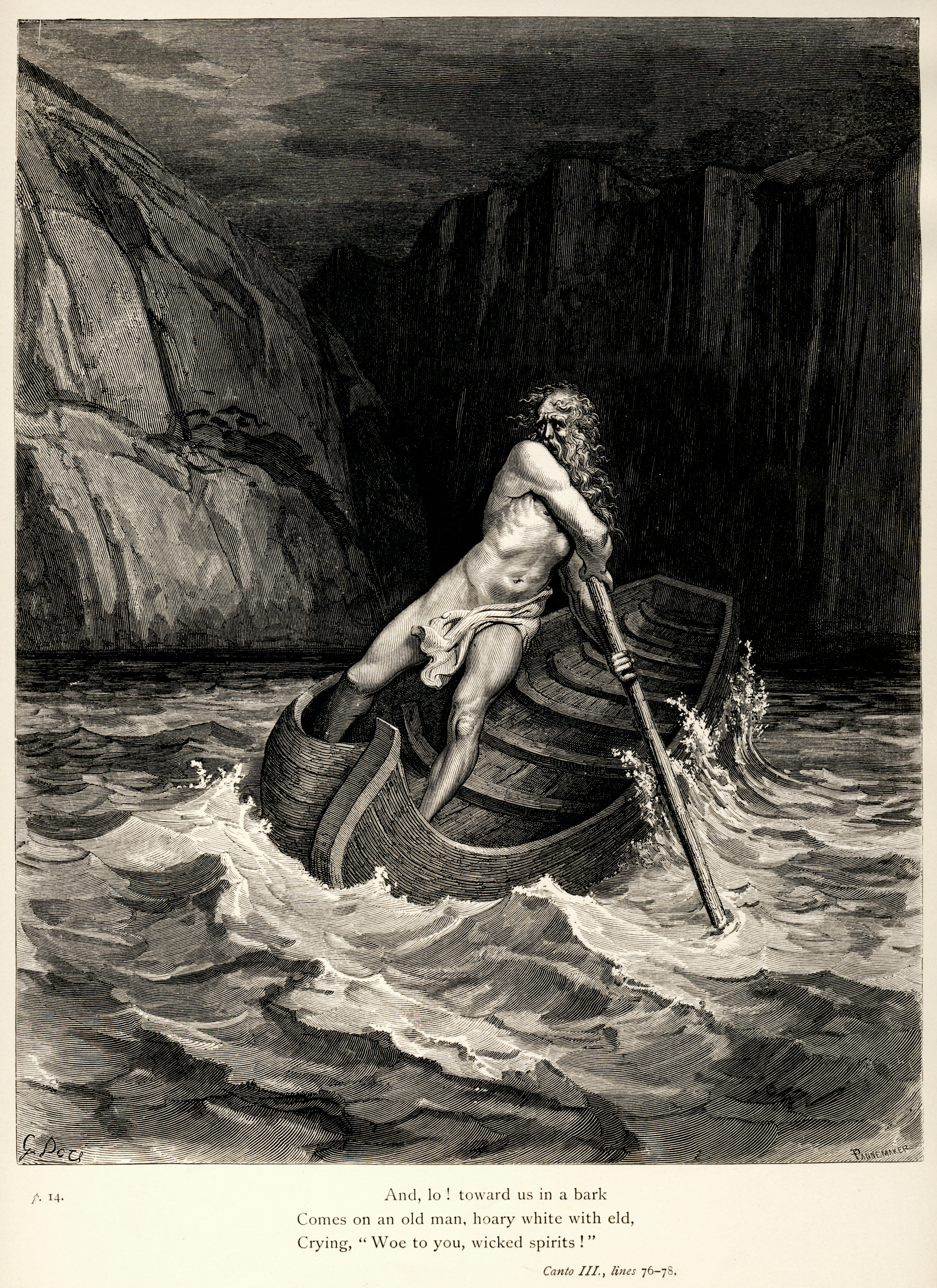
«Божественная комедия» — эпическая поэма Данте Алигьери. Гравюра Гюстава Доре

### Архитектура
В Западной архитектуре используются дорические, коринфские и ионические ордеры. Известными стилями западной архитектуры стали романский, готический, барочный и викторианский стили, которые до сих пор используются на Западе. Большая часть западной архитектуры подчёркивает повторение простых мотивов, прямых линий и экспансивных, неокрашенных плоскостей. Современная архитектурная форма, которая подчёркивает эту характеристику, представляет собой небоскрёб. Современные небоскрёбы впервые появились в Нью-Йорке, Лондоне и Чикаго. Предшественником небоскрёба можно считать средневековые башни, возведённые в Болонье.

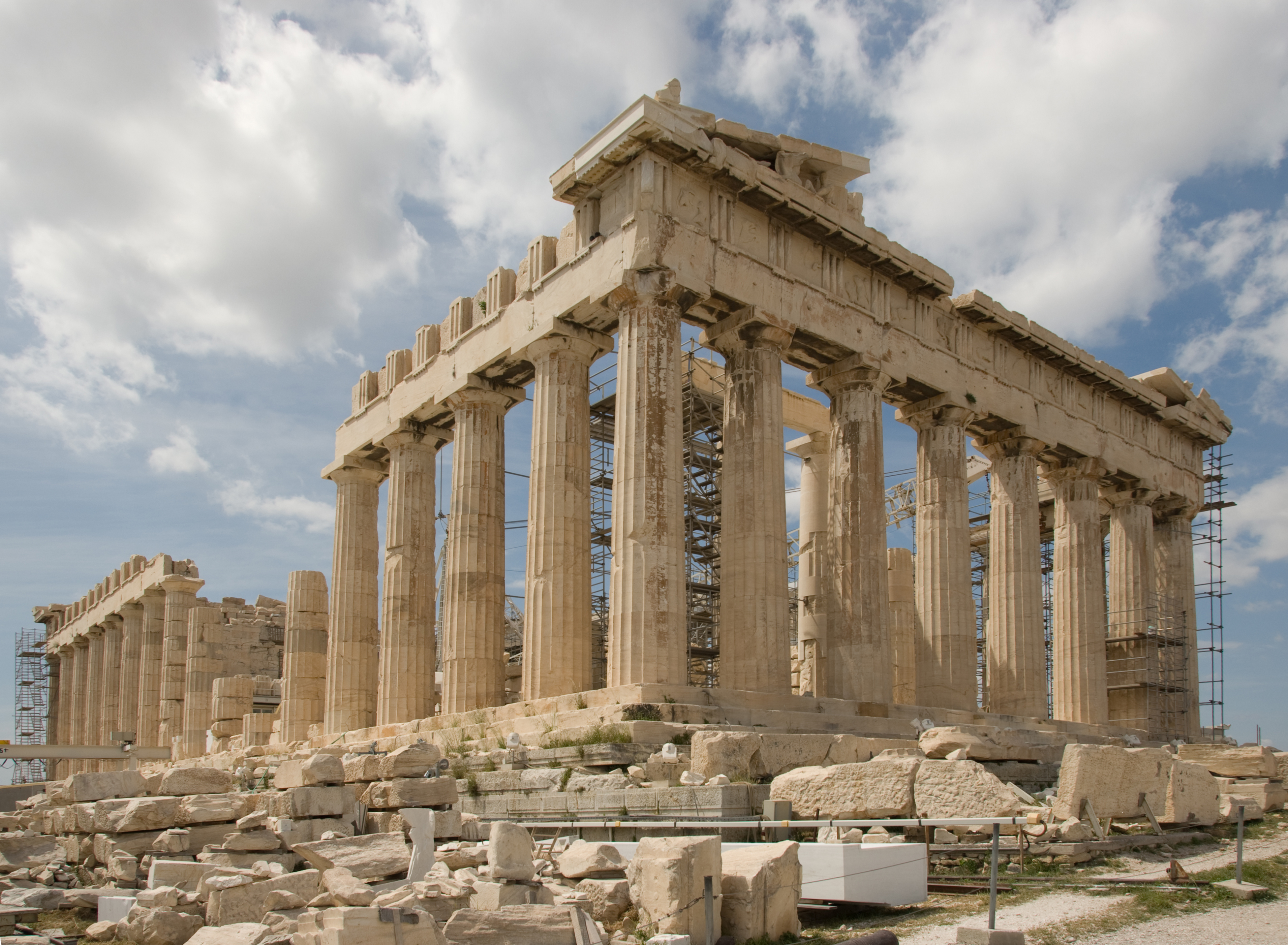
Парфенон на реставрации в 2008 году, самое знаковое здание античной архитектуры[англ.], построенное в 447−438 годах до н. э. (Афины)
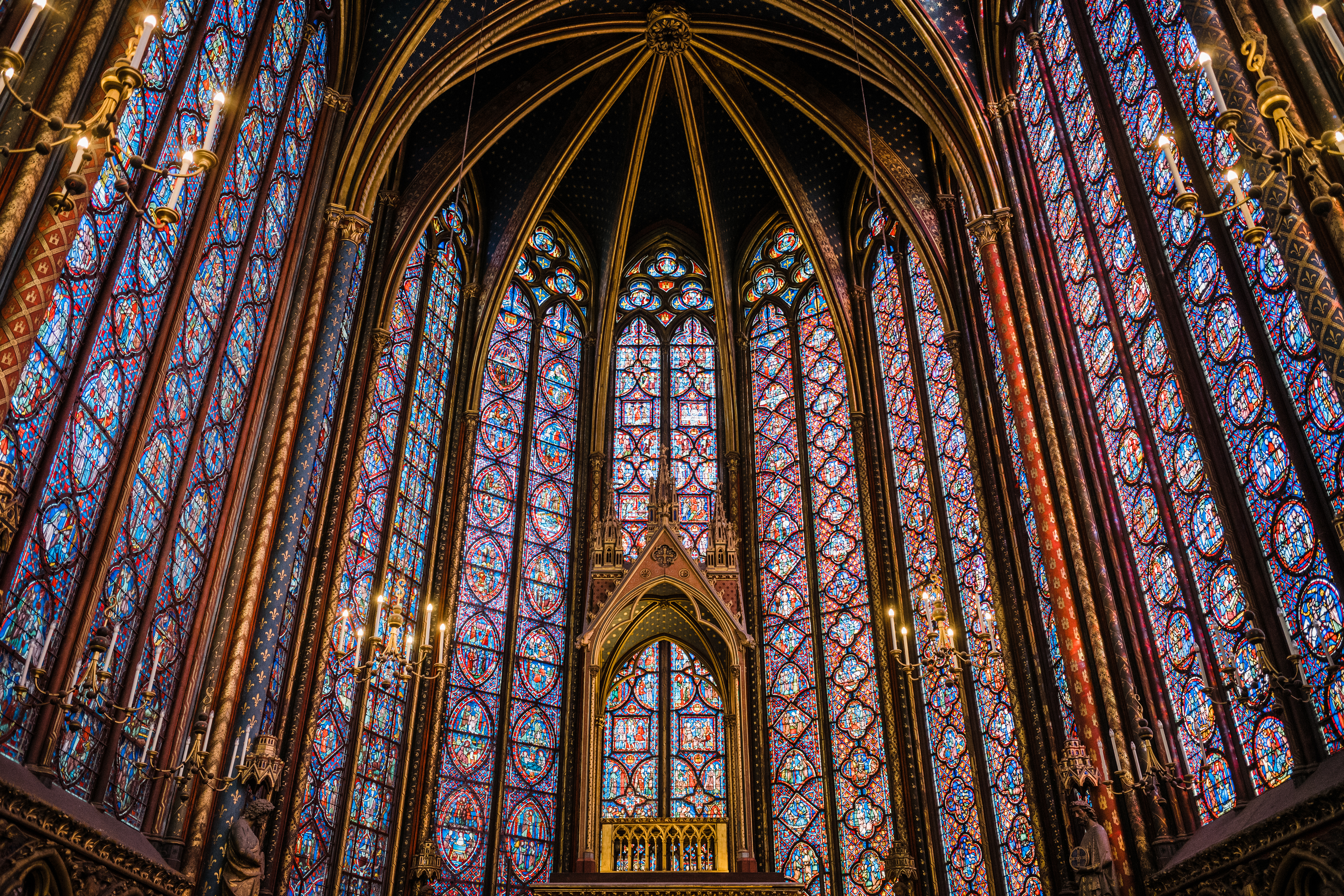
Витражи Сент-Шапель в Париже. Возведена Людовиком Святым в 1242—1248 годы
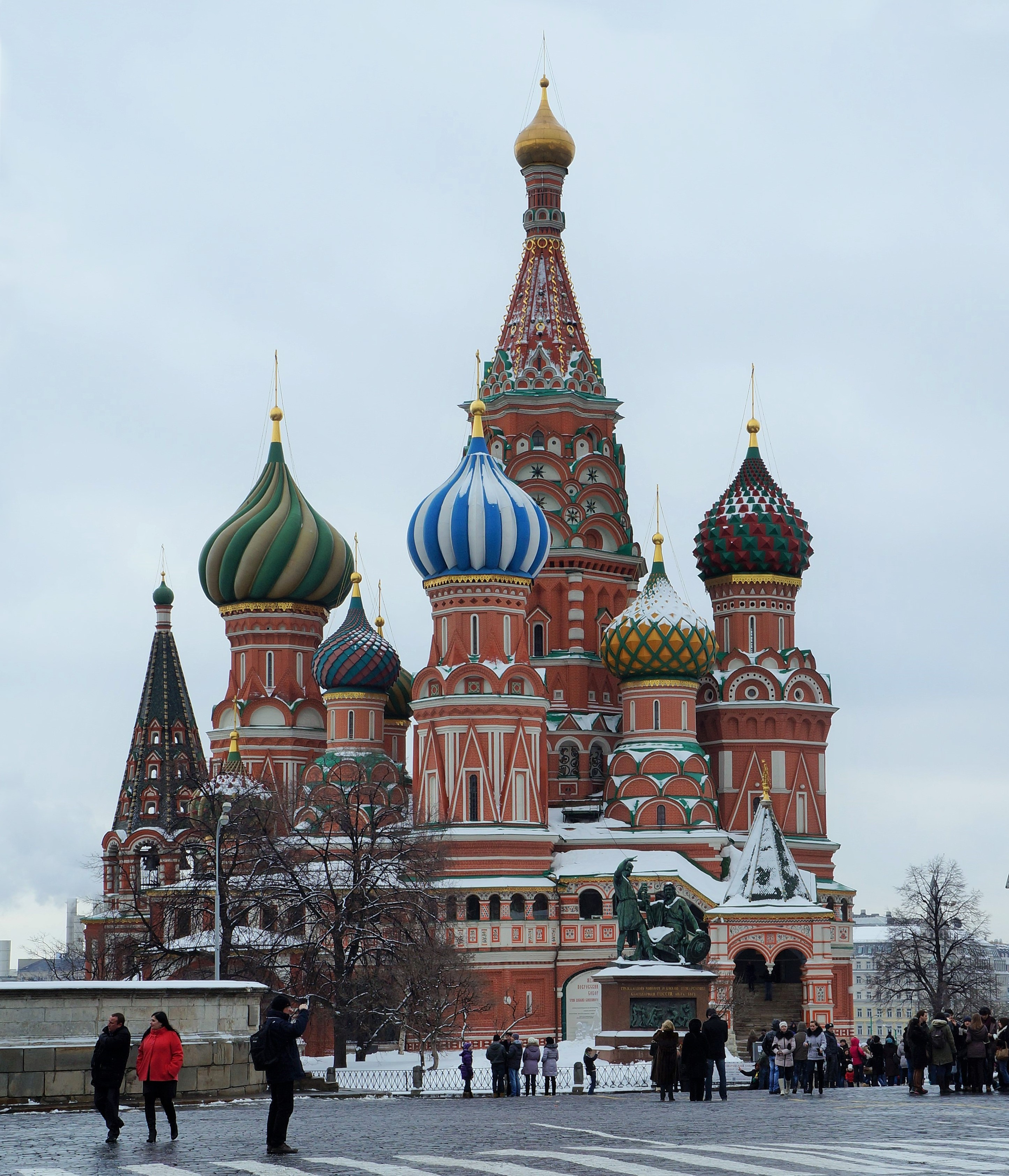
Храм Василия Блаженного, построенный в период с 1555 по 1561 год на Красной площади в Москве, с необычными луковичными куполами, окрашенными в яркие цвета
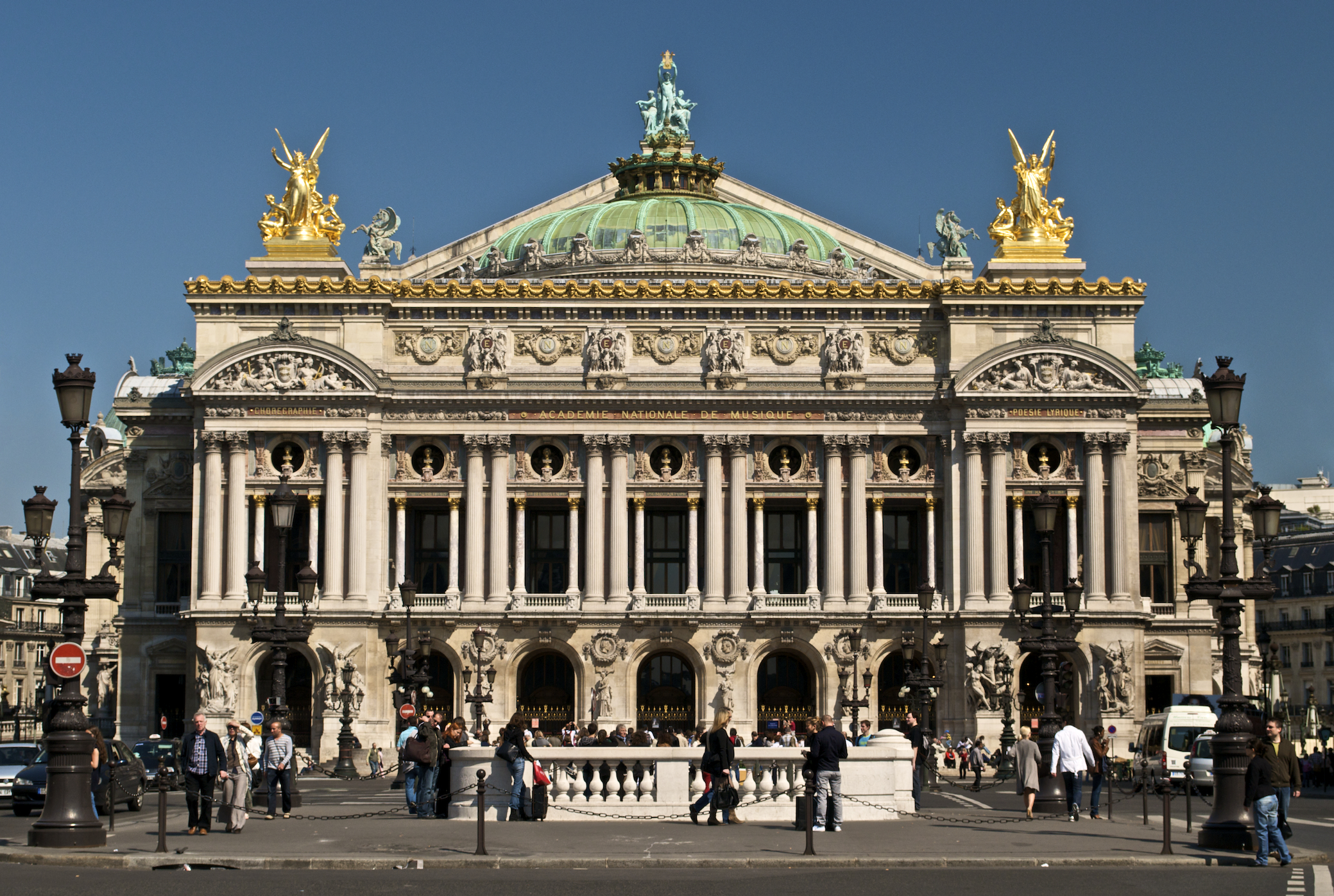
Опера Гарнье в Париже, построенная между 1861 и 1875 годом, шедевр изящного искусства

## Научно-технические открытия и изобретения

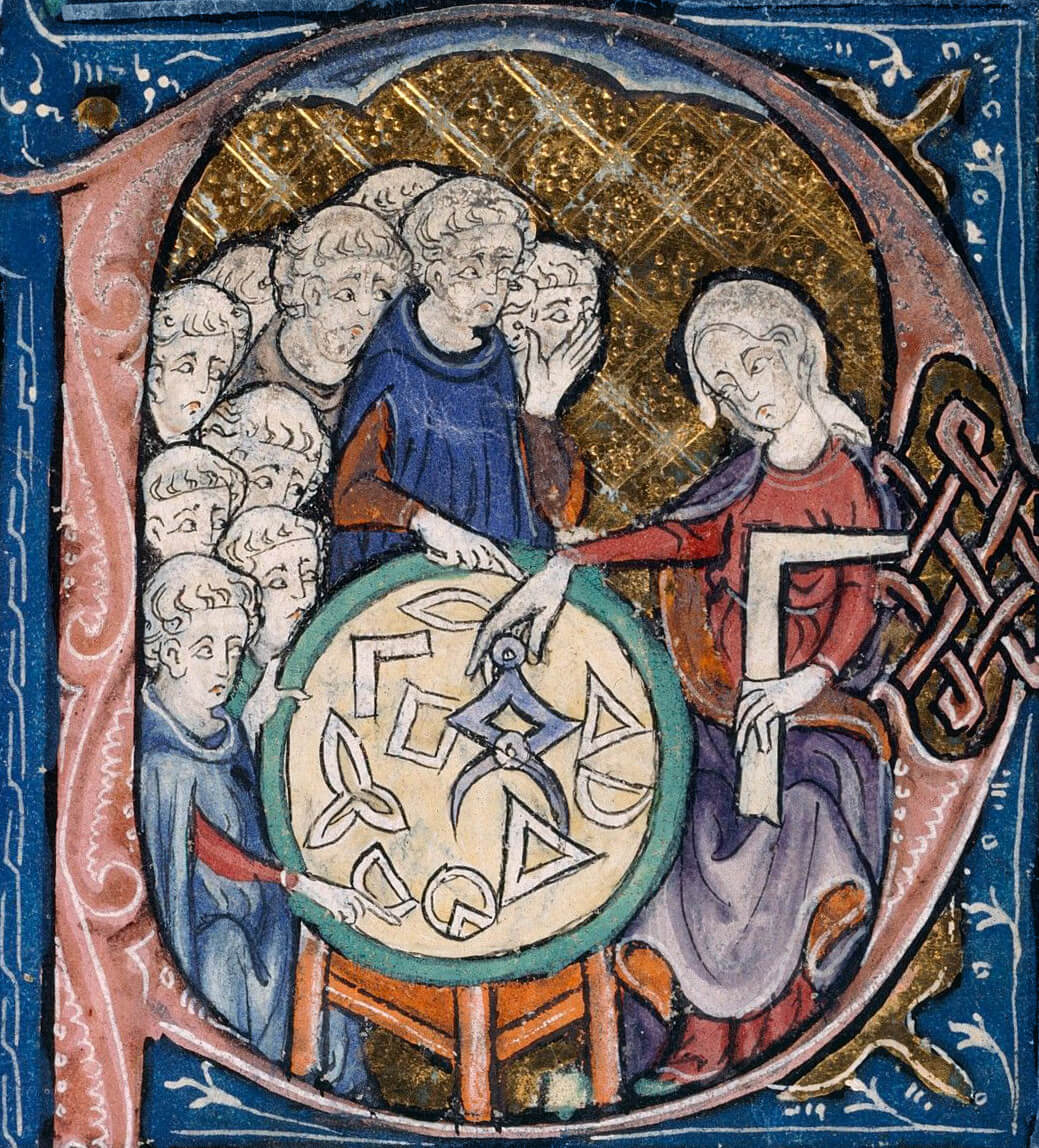
Женщина обучает детей геометрии. Иллюстрация из парижской рукописи Евклидовых «Начал», начало XIV века

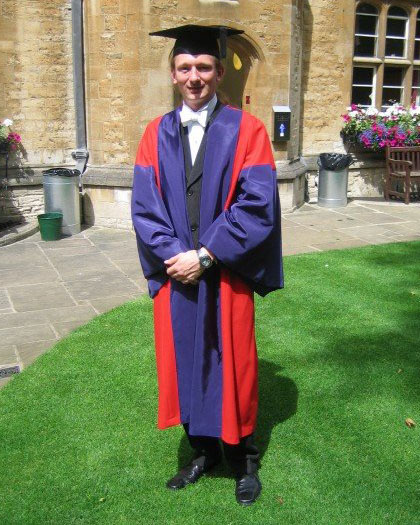
Доктор философии Оксфордского университета, в полном академическом костюме. Типичный наряд для выпускного — платья и капюшоны или шляпы, похожие на повседневную одежду университетского персонала в Средние века, которая в свою очередь происходит от одежды средневекового духовенства

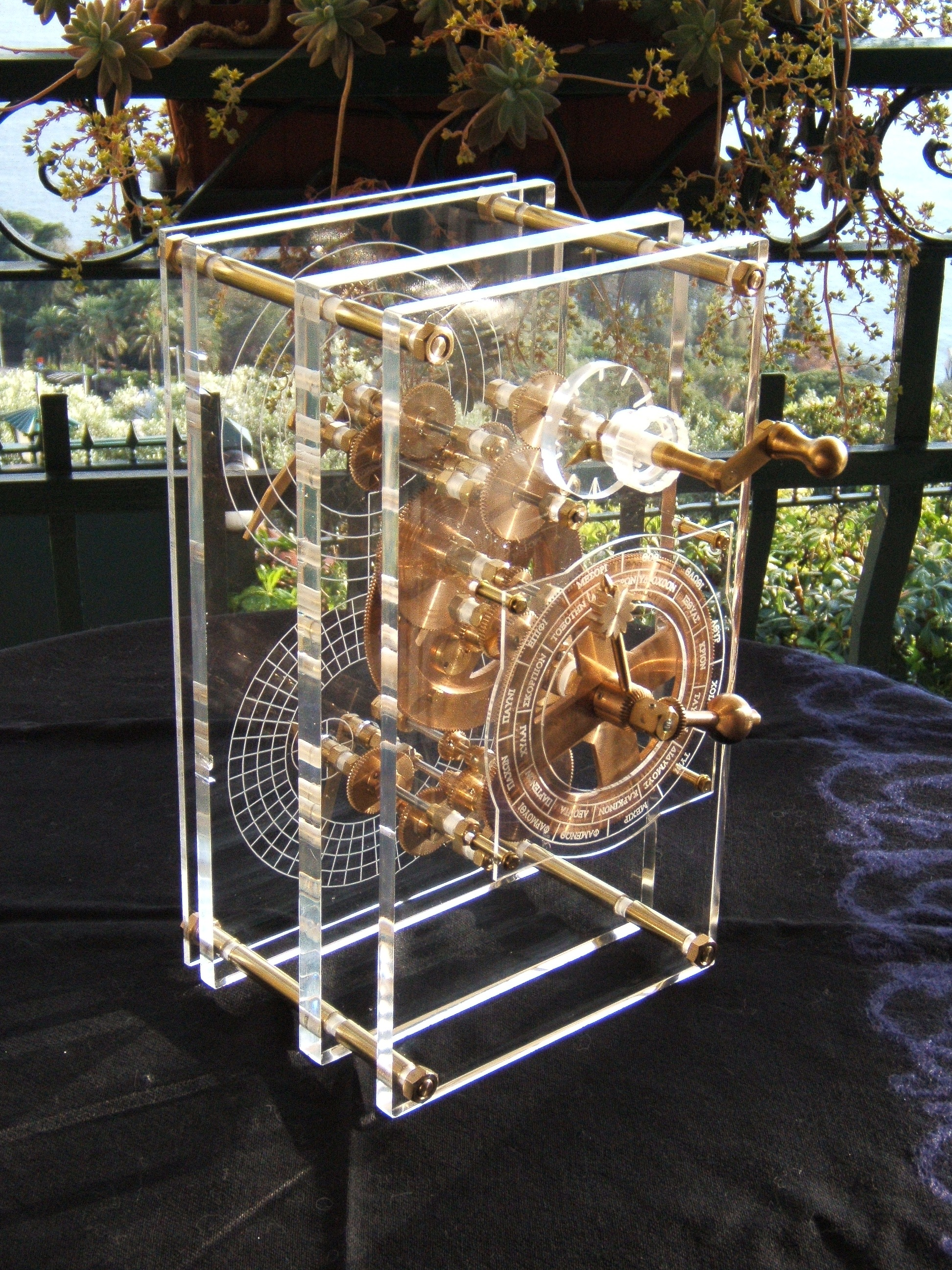
Греческий антикитерский механизм обычно называют первым известным аналоговым компьютером

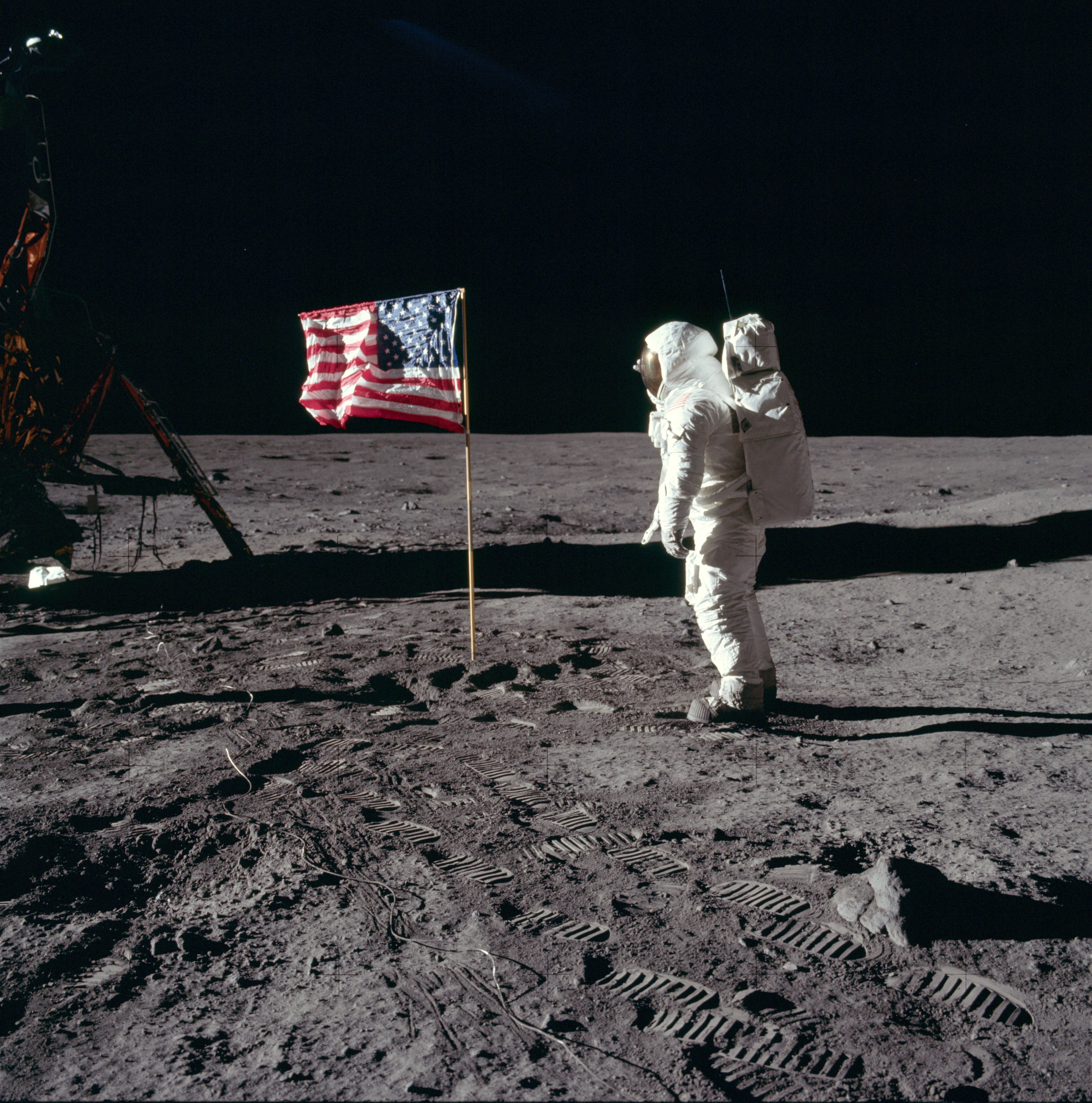
Астронавт «Аполлона-11» Базз Олдрин, пилот лунного модуля «Аполлон», в ходе первой пилотируемой лунной миссии фотографируется рядом с развёрнутым флагом США

Примечательной особенностью западной культуры является её сильный акцент на научных инновациях и изобретениях, а также способность генерировать новые процессы и материальные артефакты. Научный метод как «метод или процедура, состоящая в систематическом наблюдении, измерении и эксперименте, а также формулировании, проверке и изменении гипотез», был разработан итальянцем Галилео Галилеем. Научный подход характеризует западное естествознание с XVII века. Его основы были заложены в работах средневековых учёных, таких как арабский физик XI века Ибн аль-Хайсам, английский монах XIII века Роджер Бэкон и философ XVI—XVII вв. Фрэнсис Бэкон.
В современной истории Западный мир лидирует в технологических и научных дисциплинах. Согласно Словарю научных биографий (DoSB), спонсируемому Американским советом научных обществ, 81 % самых крупных учёных и математиков имеют европейское происхождение. В книге Чарльза Мюррея Human Accomplishment на долю европейских учёных приходится 76 %, при этом с учётом учёных из США и Канады это число увеличивается до 91 и 94 % соответственно. Только на Великобританию, Францию, Германию и Италию приходится 72 % всех крупных научных деятелей за период с 1400 по 1950 год. С учёными из России и Нидерландов эта цифра увеличивается до 80 %.
В 1895 году по завещанию шведского изобретателя Альфреда Нобеля была учреждена Нобелевская премия. Награды в области химии, литературы, мира, физики и физиологии или медицины впервые были присуждены в 1901 году. Процент европейских лауреатов Нобелевской премии в течение первой и второй половины XX века составлял соответственно 98 и 94 %.
В 1985 году в западных СМИ появлялись сообщения о том, что в исследовании Министерства международной торговли и промышленности (MITI) — японского эквивалента Министерства торговли и промышленности Великобритании (DTI) был сделан вывод о том, что в период со Второй мировой войны 55 % самых важных в мире открытий и изобретений были сделаны британскими учёными. Из остальных 25 % были американскими и 5 % — японскими. Группа студентов, изучающих право интеллектуальной собственности в Лондоне (IPKat), провела собственное исследование. Они выяснили, что действительно существовал отчёт Научно-технического агентства Японии, который в 1981 году был опубликован Японским зарубежным пресс-центром на английском языке, а он, в свою очередь, был основан на исследовании, проведённом для Национального научного фонда в США. Ошибочная ссылка на MITI появилась в Sunday Times в 1985 году. 10 апреля 1986 года в еженедельном журнале New Scientist появилась статья Дэвида Батворта «The making (and breaking) of a myth», раскрывающая подробности этих публикаций.
Тем не менее, на Западе были разработаны паровая машина и паровой двигатель для использования на фабриках, а также для производства электроэнергии. Электрический двигатель, электрический генератор, электротрансформатор, электрическое освещение и большинство знакомых электроприборов также были изобретены на Западе. Двигатели внутреннего сгорания — четырёхтактный двигатель Отто и дизельный двигатель также имеют западное происхождение. Атомные электростанции появились благодаря первому ядерному реактору, построенному в Чикаго в 1942 году.
Устройства и системы связи, включая телеграф, телефон, радио, телевидение, спутники связи и навигации, мобильный телефон и Интернет, были изобретены на Западе. На Западе также были изобретены карандаш, шариковая ручка, электронно-лучевая трубка, жидкокристаллический дисплей, светодиод, съёмочная камера, копировальный аппарат, лазерный принтер, струйный принтер, плазменный экран и всемирная паутина.
В западных странах были разработаны технологии производства повсеместно распространённых материалов, таких как алюминий, прозрачное стекло, синтетический каучук, синтетические алмазы и пластмассы, полиэтилен, полипропилен, поливинилхлорид и полистирол. Стальные корабли, мосты и небоскрёбы впервые появились на Западе. Процесс азотфиксации, технологии получения нефтехимических веществ также изучались и разрабатывались западными специалистами. Большинство химических элементов были обнаружены и названы на Западе, а современные атомные теории были разработаны для объяснения их свойств.
На Западе впервые появились транзистор, интегральная схема, микросхема памяти и компьютер. Корабельный хронометр, лопастной винт, локомотив, велосипед, автомобиль и самолёт также были изобретены на Западе. Очки, телескоп, микроскоп и электронный микроскоп, все виды хроматографии, секвенирование белков и ДНК, компьютерная томография, ядерный магнитный резонанс, рентгеновское излучение, оптическая, ультрафиолетовая и инфракрасная спектроскопия были впервые разработаны и применены в западных лабораториях, больницах и производстве.
Для медицины западными специалистами были созданы чистые антибиотики, метод предотвращения резус-конфликта, лечения диабета, микробная теория заболеваний. Комплекс мероприятий по ликвидации оспы возглавил американец, Доналд Хендерсон. Рентгенография, компьютерная томография, позитронно-эмиссионная томография и медицинское УЗИ являются важными диагностическими инструментами, разработанными на Западе. Другие важные диагностические инструменты клинической химии, включая методы спектрофотометрии, электрофореза и иммуноанализа, были впервые разработаны западными специалистами, как и такие диагностические инструменты, как стетоскоп, электрокардиограф и эндоскоп. Витамины, гормональная контрацепция, гормоны, инсулин, бета-адреноблокаторы и ингибиторы АПФ, наряду со множеством других лекарств, были впервые использованы для лечения заболеваний на Западе. Слепой метод исследования и доказательная медицина являются критически важными научными методами, широко используемыми на Западе в медицинских целях.
Западные математики разработали методы математического анализа, статистики, логики, теории векторов, тензоров, комплексного анализа, теории групп и топологии. В биологии западные учёные исследуют эволюцию, хромосомы, ДНК, генетику и методы молекулярной биологии. В физике западное происхождение имеет наука о механике и квантовой механике, теория относительности, термодинамика и статистическая механика. Открытия и изобретения в области электромагнетизма включают: закон Кулона (1785 г.), первую батарею (1800 г.), электромагнетизм (1820 г.), закон Био — Савара — Лапласа (1820 г.), закон Ома (1827 г.) и уравнения Максвелла (1871). Западными учёными были открыты атом, атомное ядро, электрон, нейтрон и протон.
В бизнесе, экономике и финансах впервые на Западе были использованы двойная бухгалтерия, кредитные и платёжные карты.
Выходцы с Запада также известны своими исследованиями земного шара и космоса. Первое кругосветное плавание (1522) было совершено португальцем и испанцем Фернаном Магелланом. Под руководством западных исследователей были совершены первое путешествие на Южный полюс (1911) и первая посадка на Луну (1969). Достижения западных учёных позволили успешно осуществить миссии по исследованию Марса с помощью марсоходов (2004 и 2012), облёту и посадке на астероид (2001), изучению космического пространства за Ураном в 1986 и Нептуном в 1989 году («Вояджер-2»), проходу в межзвёздном пространстве («Вояджер-1», 2013), облёту Плутона («Новые горизонты», 2015).

## Средства массовой информации
Современные западные средства массовой информации ведут свою историю с конца XV века, когда по всей Западной Европе начали работать типографские станки. Появление средств массовой информации в XVII веке следует рассматривать в тесной связи с распространением печатного станка. Даже своё название издательская пресса получила от технологии печати.
В XVI столетии сокращение использования латыни в литературе, наряду с влиянием экономических изменений, открытий в результате торговли и путешествий, навигации в Новый Свет, развития науки и искусства и всё более быстрой коммуникации посредством печати привели к увеличению объёма информационного контента в Западной Европе.
После запуска спутника в Советском Союзе в 1957 году технология спутниковой передачи данных получила заметное развитие: в 1962 году США запустили спутники «Телстар», посредством которых в США удалось организовать прямые новостные трансляции из Великобритании. Первая система спутникового цифрового вещания (DBS) начала трансляцию в Америке в 1975 году.
Начиная с 1990-х годов Интернет способствовал огромному увеличению доступности западного медиа-контента. В отличие от журналов, компакт-дисков, новостных трансляций, где контент предлагается потребителю «пакетом», Интернет предложил отдельные элементы контента (статьи, аудио- и видеофайлы).

## Религия
Коренные религии Европы были политеистическими, но не однородными, преимущественно индоевропейского происхождения. Римская религия была похожа на эллинскую религию, но не была такой же. Германское язычество, кельтское язычество и славянское язычество также были политеистическими. Западная культура, по крайней мере в течение последних 1000 лет, считалась синонимом христианской культуры. До этого времени многие европейцы, особенно скандинавы, оставались многобожниками, хотя с V века южная Европа была преимущественно христианской. Западная культура на протяжении большей части своей истории была почти эквивалентна западной христианской культуре, и многих жителей западного полушария можно было бы назвать «культурными христианами». Понятия «Европа» и «западный мир» были тесно связаны с понятием «христианский мир». Считается, что христианство послужило основой для создания единой европейской идентичности.
Как и в других областях, еврейская диаспора и иудаизм присутствуют и в западном мире. Однако на Западе «неевропейские» группы, в частности евреи, подвергались интенсивной ксенофобии, этнической и религиозной ненависти, дискриминации и преследованиям. В истории Европы встречаются погромы, принудительное обращение в свою веру, принудительное перемещение, сегрегация и гетто, этнические чистки, геноцид и другие формы насилия и предрассудков.
С появлением агностицизма и атеизма влияние религии в Европе уменьшилось. Сегодня около 18 % европейского населения являются агностиками или атеистами. В частности, более половины населения Чехии являются агностиками или атеистами (79 % населения), в Великобритании — около 25 % населения, в Германии — 25—33 %, во Франции — 30—35 %, в Нидерландах 39—44 % населения являются агностиками или атеистами.
Однако, согласно другому исследованию, проведённому исследовательским центром Пью в 2011 году, христианство остаётся доминирующей религией в западном мире, где 70—84 % населения являются христианами. Согласно опросу, 76 % европейцев считают себя христианами и около 86 % населения Америки назвали себя христианами (90 % в Латинской Америке и 77 % в Северной Америке). 73 % населения Океании и 76 % в Южной Африке идентифицируют себя как христиане.
Согласно опросам о религиозности в Европейском союзе, проведённым в 2012 году «Евробарометром», христианство является самой распространённой религией в Европейском союзе. На неё приходится 72 % населения ЕС. Католики являются крупнейшей христианской группой, на которую приходится 48 % населения ЕС, в то время как протестанты составляют 12 %, православные — 8 %, а другие христиане — 4 %. Неверующие/Агностики составляют 16 %, атеисты — 7 %, мусульмане — 2 %.
Во всём западном мире растёт число людей, которые стремятся возродить коренные религии своих европейских предков; К таким группам относятся германские, римские, эллинские, кельтские, славянские и другие политеистические реконструктивистские движения. Аналогично, на Западе заметной поддержкой обладают движения викка, нью-эйдж и другие неоязыческие системы верований.

## Спорт

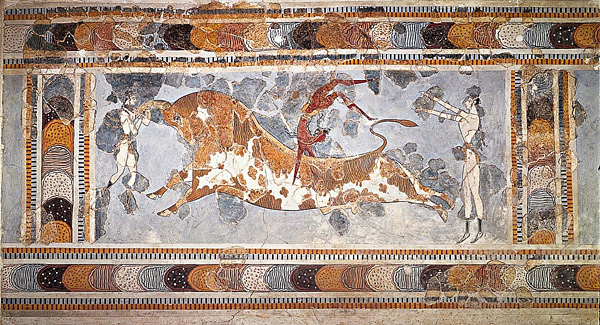
Акробаты с быком из Большого дворца в Кноссе, Крит. Спорт был важной частью западного культурного самовыражения со времён античности

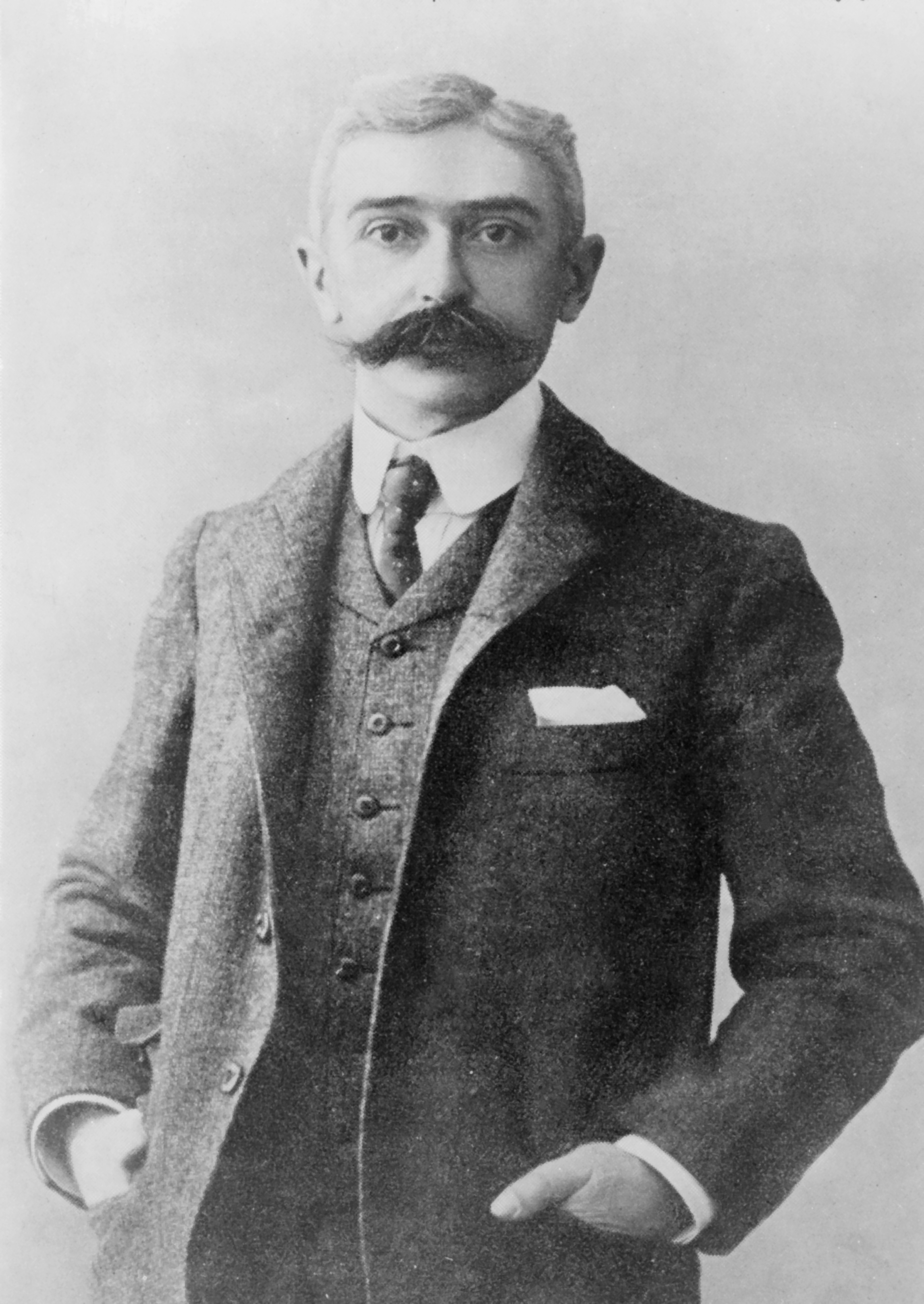
Барон Пьер де Кубертен, основатель Международного олимпийского комитета, основатель современных Олимпийских игр

Начиная с классической древности, спорт был важным аспектом западного культурного самовыражения. В Древней Греции уже было известно много видов спорта, а развитие спорта и военная культура в Греции значительно влияли друг на друга. Спорт стал настолько важной частью их культуры, что греки создали Олимпийские игры, которые в древние времена проводились каждые четыре года в небольшой деревне на Пелопоннесе под названием Олимпия. Французский барон Пьер де Кубертен посвятил свою деятельность возрождению олимпийского движения. Первые современные Олимпийские игры были проведены в 1896 году в Афинах.
Для проведения своих спортивных праздников римляне построили огромные сооружения, такие как Колизей в Риме. Римляне проявляли страсть к кровавым видам спорта, таким как гладиаторские бои, в которых соперники сражались друг с другом насмерть. Олимпийские игры возродили многие виды спорта античности, такие как греко-римская борьба, метание диска и копья. Кроме спортивных соревнований, до недавнего времени была очень популярна коррида — традиционное зрелище Испании, Португалии, юга Франции и некоторых латиноамериканских стран. Она происходит от древних обрядов поклонения быкам и жертвоприношений. Корриду часто связывают с Римской империей, где проводилось много мероприятий, в которых люди сражались с животными. Коррида распространилась из Испании в её американские колонии, а в XIX веке — во Францию, где получила самобытную форму.
Рыцарские поединки и охота были популярными видами спорта в Западной Европе в Средние века, а аристократические сословия Европы развивали страсть к активному отдыху. Многие популярные виды спорта были впервые разработаны или кодифицированы в Европе. Современная игра в гольф зародилась в Шотландии. Первая письменная запись о гольфе — это запрет игры Яковом II в 1457 году, ввиду того, что она отвлекала от обучения стрельбе из лука. В XVI веке в Англии появился крикет, который затем распространился в Британской империи и её колониях. Промышленная революция, начавшаяся в Великобритании в XVIII веке, дала гражданам больше свободного времени, которое они могли потратить на посещение спортивных состязаний и участие в спортивных мероприятиях. Эти тенденции продолжились с появлением средств массовой информации и глобальной коммуникации. Ряд популярных современных видов спорта появился или был систематизирован в Британии в течение XIX века и получил мировую известность. К ним относятся настольный теннис, современный теннис, футбол, нетбол и регби-футбол.
Футбол является чрезвычайно популярным видом спорта в Европе. Такие виды спорта, как крикет, регби и нетбол стали известны по всему миру, особенно среди стран Содружества наций. Индия и Австралия являются одними из самых сильных стран в соревнованиях по крикету, в то время как победы на чемпионатах мира по регби обычно делят между собой Новая Зеландия, Австралия, Южная Африка и Англия.
В колониальный период английские мигранты привезли в Америку бейсбол. Австралийский футбол, австралийская разновидность футбола, похожая на гэльский футбол и регби, возникла в британской колонии Виктория в середине XIX века. В Соединённых Штатах появились свои вариации этого вида спорта. История американского футбола прослеживается до ранних версий регби и футбола. Американский футбол возник в результате некоторых серьёзных расхождений с регби, в частности, после изменений правил, введённых Уолтером Кэмпом, «отцом американского футбола». Баскетбол был изобретён в 1891 году Джеймсом Нейсмитом, канадским преподавателем физкультуры из Спрингфилда (штат Массачусетс).

## Темы и традиции

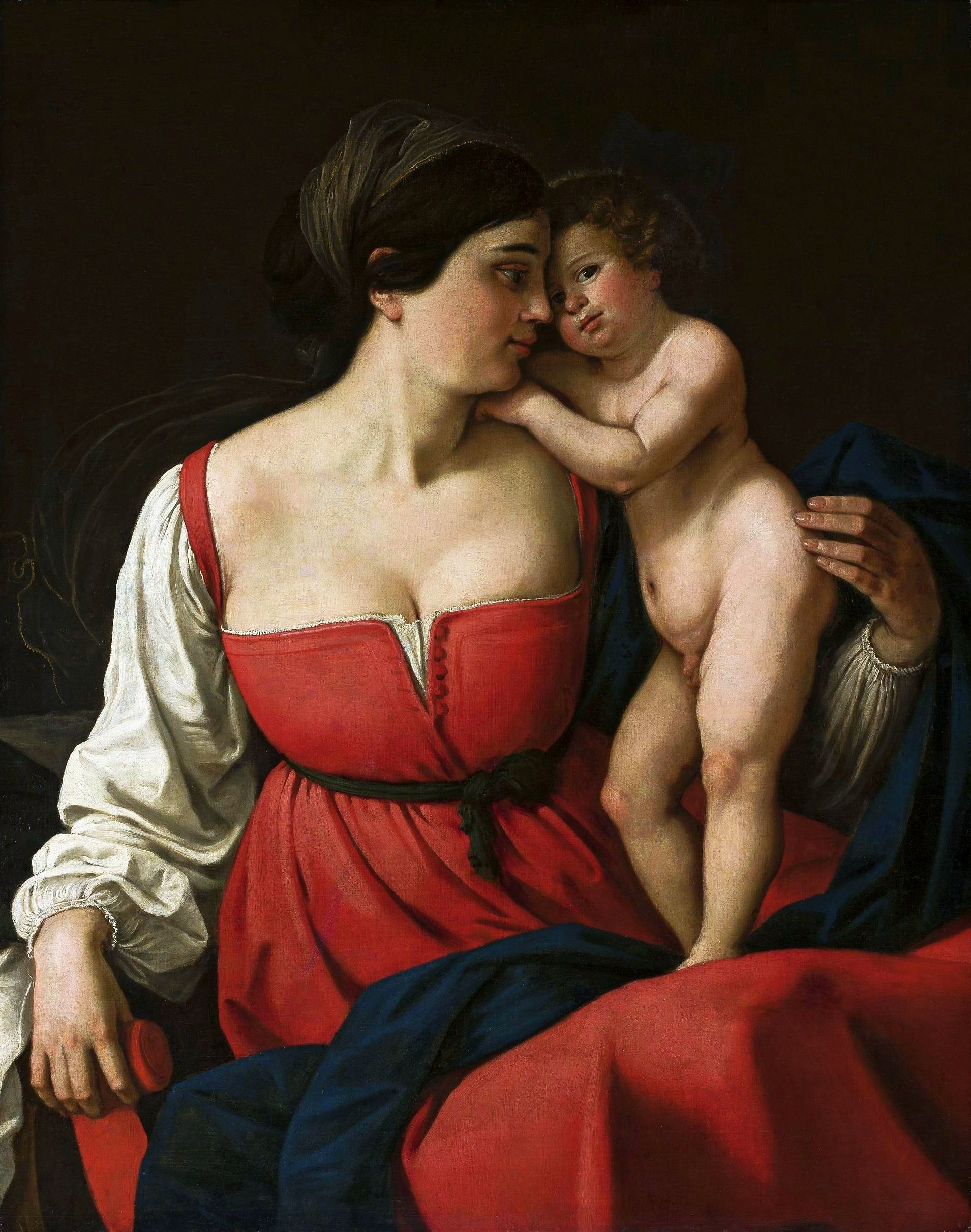
Картина «Мадонна с младенцем», выполненная неизвестным итальянцем в первой половине XIX века, холст, масло

В Западной культуре появилось множество тем и традиций, наиболее значительными из которых являются:
- Греко-римская классическая литература, искусство, архитектура, философские и культурные традиции. На них оказали влияние выдающиеся авторы и философы, такие как Сократ, Платон, Аристотель, Гомер, Вергилий и Цицерон, а также давняя мифологическая традиция.
- Христианская этическая, философская и мифологическая традиция, в значительной степени основанная на христианской Библии, особенно на новозаветных Евангелиях.
- Монастыри, школы, библиотеки, книги, издательское дело и книжное производство, университеты, культура преподавания, образования и лекционные залы.
- Традиция верховенства закона.
- Светский гуманизм, рационализм и просвещение. Это заложило основу для нового критического отношения и открытого вопроса о религии, в пользу вольного мышления и вопросов о церкви как о авторитете, что привело к непредвзятым и реформистским идеалам, таким как теология освобождения, которая частично приняла эти течения, светские и политические тенденции, такие как лаицизм, агностицизм и атеизм.
- Обобщённое использование той или иной формы латинского или греческого алфавита и производных форм, таких как кириллица, которые использовались в тех южных и восточных славянских странах христианской православной традиции, которые исторически находились под влиянием Византийской империи, а затем в пределах царского и советского влияния России. Другие варианты латинского или греческого алфавитов встречаются в готическом и коптском алфавитах, которые исторически вытесняли более старые шрифты, такие как руны, и египетские демотические и иероглифические системы.
- Естественное право, права человека, конституционализм, парламентаризм (или президентская республика) и формальная либеральная демократия. До XIX века большинство западных правительств оставались монархиями.
- Большое влияние многих идеалов и ценностей, унаследованных от романтизма.
- Акцент на науке и её использование в качестве средства понимания мира природы и места человечества в нём.
- Использование и применение инноваций и научных разработок, а также рациональный подход к научному прогрессу (так называемый научный метод), в отличие от более эмпирических открытий в восточном мире.